# 枚方市
枚方市（ひらかたし）は、大阪府北東部、北河内地域に位置する市。北河内地域における中心的な衛星都市であり中核市に指定されている。
かつては人口は約40万人で大阪市、堺市、東大阪市に次いで府内第4位の人口を擁していたが、2019年に40万人を割り、現在では豊中市、吹田市に抜かされ大阪府内第6位の人口を擁する。
「枚方」の語源については、市の公式ウェブサイトでは「不明」としているが、『日本書紀』や『播磨国風土記』などの古記にも「ひらかた」「枚方」という地名が見られ、古くから使われている地名である。

## 概要
京都府・奈良県との府県境に位置する。2014年4月1日に中核市に移行した。江戸時代には京街道 (大坂街道)の宿場町である枚方宿が置かれ、かつて北河内郡役所も所在した北河内地域及び京阪間の中核的なベッドタウン（郊外住宅都市）として発展した。七夕伝説やひらかたパーク、また6つの大学、全国高校ラグビー大会の優勝校、バレーボールVリーグパナソニックパンサーズの本拠地がある。京阪グループが運営するひらかたパーク（通称:ひらパー）は現在まで続く、日本最古の遊園地である。
市西部は京阪本線で京都市および大阪市と結ばれ、また市東部はJR片町線（学研都市線）で京橋・北新地・尼崎および関西文化学術研究都市の各地区と結ばれる。中心駅は京阪の枚方市駅で、同駅の周辺に中心市街地が広がっている。同駅周辺は京阪ホールディングス及び京阪電気鉄道の及び登記上の本店及び京阪電気鉄道の本社が所在している。また市中心部は国道1号（枚方バイパス）、市東部には第二京阪道路が走る交通の要衝である。
平成の大合併の際に寝屋川市、交野市との合併が協議され、人口約70万人規模の京阪間の政令指定都市を模索した時期があった（「北河内市構想」）が、住民側の要望は無く合併は実現しなかった。しかし、北河内地域全体の協力関係の強化（例として救急体制の充実）によって住民生活の向上を図っている。

## 地理

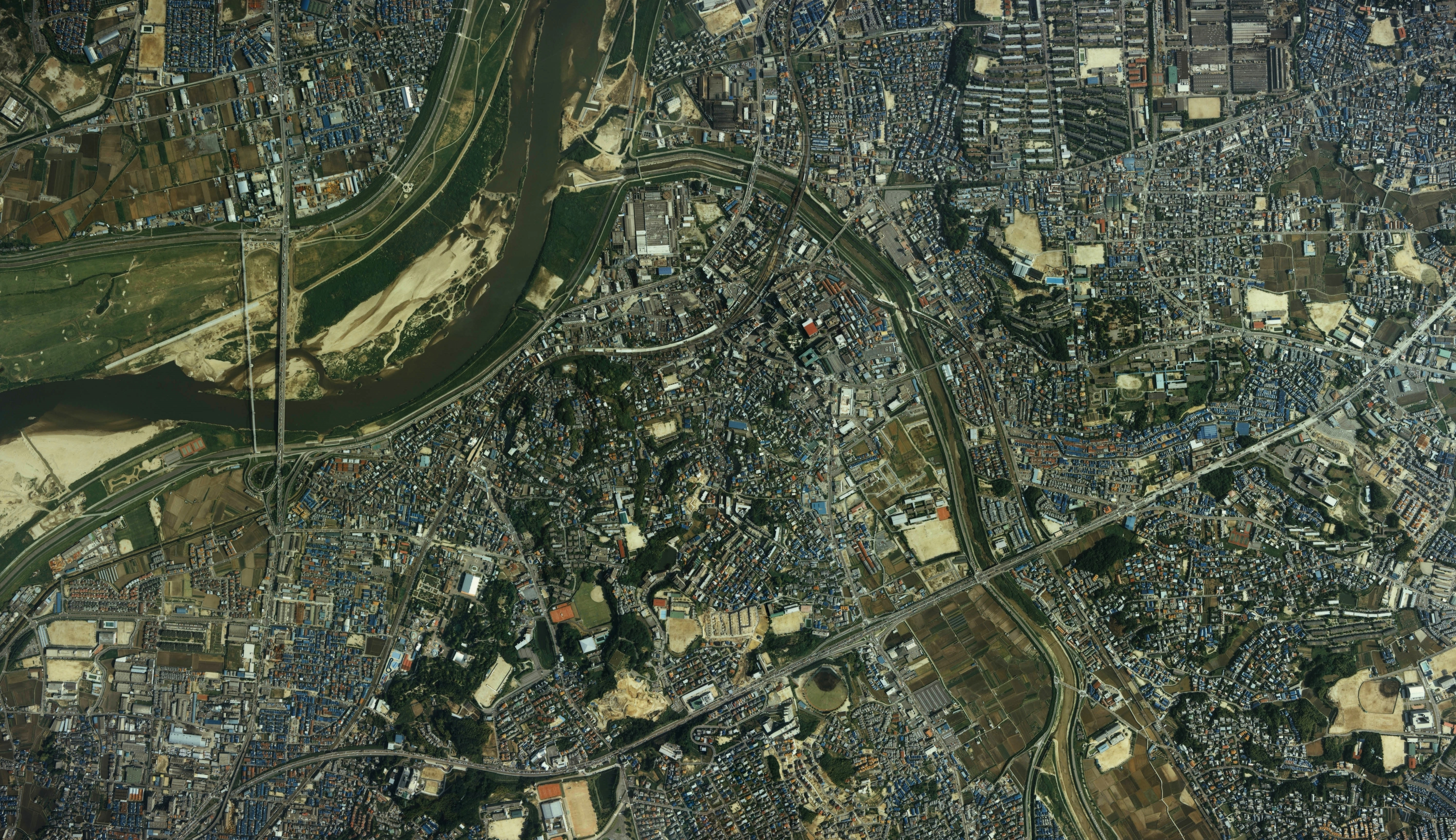
枚方市中心部周辺の空中写真。1985年撮影の3枚を合成作成。。

### 位置
枚方市は、大阪市と京都市のほぼ中間にあたる大阪府北東部、大阪市から京都市に向って約20kmの淀川左岸に位置する。東西12.0km、南北8.7kmの三角形を成しており、面積は65.12km2となっている。
東の生駒山地と西に流れる淀川に囲まれており、市の東側は生駒山地に至る山地、市の中心部から西は大阪平野の北東端となっている。

### 地形
生駒山地北麓にあたり、北に伸びる長尾丘陵から男山丘陵の山裾と、交野台地、枚方丘陵からなる。
市の地形は標高によって大きく4つに区分される。市の東端部は生駒山地に連なる標高100m以上の山地地区となっており、主に1億数千年前以降に形成された花崗岩類からなる。山地地区の西側は標高50m〜100mの山麓地区となっており、長尾丘陵が広がる。
山麓地区の西側は標高20m〜50mの丘陵地区となっており、天野川を挟んで東の枚方台地と西の香里丘陵が広がっている。市域の大部分がこの丘陵地区となっている。
淀川および淀川に流入する河川の付近は標高20m以下の淀川低地地区となっており、河川の氾濫原が広がっている。

#### 山岳
丘陵地区の地層は、約200万年前から数万年前の間に繰り返された氷期と間氷期に堆積した大阪層群と呼ばれる地層の内、第2海成層から第7海成層にあたる地層と数種類の火山灰層から成り、東洋象やムカシニホンシカなどの化石が発掘されている。
主な山
- 生駒山地

主な丘陵地
- 長尾丘陵
- 香里丘陵

#### 河川
市内を流れる河川の多くは東の生駒山地に端を発す。一級河川である船橋川、穂谷川、天野川も同様に、生駒山地から平行して市内を西流し、淀川に合流したあとに大阪湾に流れ込む。
主な川
- 天野川
- 船橋川
- 穂谷川
- 淀川

#### 土地
断層
生駒山地と大阪平野の境界付近には生駒断層帯と呼ばれる活断層帯があり、生駒断層帯に含まれる田口断層、交野断層、枚方断層が市内を南北に縦断する。
田口断層は市北部の男山山地西縁から南南東に伸びたのち南南西に屈曲している。交野断層は生駒山地の西縁を南北に、また枚方断層は香里丘陵西縁から南方に伸び、交野断層と枚方断層はそれぞれ四條畷市付近で生駒断層に連なる。
主な台地
- 枚方台地

### 気候
瀬戸内海式気候区に属し、比較的温暖で降水量は少ない。また夏はヒートアイランド現象の影響により大阪市付近で熱せられた空気が、大阪湾沿岸部からの海風に乗って流入し、枚方市付近で生駒山系に阻まれる。そのため大阪市内よりも気温が高くなる傾向があり、国内で最も高い気温を記録する事もある。冬の積雪はほとんど無い。33℃以上の時間は1980年代は40〜80時間/年だったが、1990年代後半からは150時間/年前後である。
- 気温 - 最高39.8℃（2023年（令和5年）7月27日）、最低-7.1℃（1981年（昭和56年）2月27日）
- 最大日降水量 - 183.5ミリ（2018年（平成30年）7月5日）
- 最大瞬間風速 - 40.2メートル（2018年（平成30年）9月4日）
- 夏日最多日数 - 164日（2024年（令和6年））
- 真夏日最多日数 - 100日（2024年（令和6年））
- 猛暑日最多日数 - 51日（2024年（令和6年））
- 熱帯夜最多日数 - 59日（2024年（令和6年））
- 冬日最多日数 - 86日（1984年（昭和59年））

| 枚方市の気候                                            | 枚方市の気候 | 枚方市の気候 | 枚方市の気候  | 枚方市の気候  | 枚方市の気候  | 枚方市の気候  | 枚方市の気候  | 枚方市の気候 | 枚方市の気候  | 枚方市の気候  | 枚方市の気候 | 枚方市の気候 | 枚方市の気候     |
| 月                                                      | 1月          | 2月          | 3月           | 4月           | 5月           | 6月           | 7月           | 8月          | 9月           | 10月          | 11月         | 12月         | 年               |
| ------------------------------------------------------- | ------------ | ------------ | ------------- | ------------- | ------------- | ------------- | ------------- | ------------ | ------------- | ------------- | ------------ | ------------ | ---------------- |
| 最高気温記録 °C （°F）                                  | 17.7 (63.9)  | 22.7 (72.9)  | 26.7 (80.1)   | 31.0 (87.8)   | 33.3 (91.9)   | 36.4 (97.5)   | 39.8 (103.6)  | 39.6 (103.3) | 37.1 (98.8)   | 34.0 (93.2)   | 27.3 (81.1)  | 25.0 (77)    | 39.8 (103.6)     |
| 平均最高気温 °C （°F）                                  | 9.3 (48.7)   | 10.2 (50.4)  | 14.1 (57.4)   | 20.1 (68.2)   | 25.2 (77.4)   | 28.1 (82.6)   | 31.9 (89.4)   | 33.7 (92.7)  | 29.3 (84.7)   | 23.5 (74.3)   | 17.5 (63.5)  | 11.8 (53.2)  | 21.3 (70.3)      |
| 日平均気温 °C （°F）                                    | 4.9 (40.8)   | 5.5 (41.9)   | 8.9 (48)      | 14.4 (57.9)   | 19.4 (66.9)   | 23.1 (73.6)   | 27.1 (80.8)   | 28.3 (82.9)  | 24.3 (75.7)   | 18.4 (65.1)   | 12.5 (54.5)  | 7.2 (45)     | 16.2 (61.2)      |
| 平均最低気温 °C （°F）                                  | 1.0 (33.8)   | 1.3 (34.3)   | 4.2 (39.6)    | 9.1 (48.4)    | 14.4 (57.9)   | 19.1 (66.4)   | 23.4 (74.1)   | 24.4 (75.9)  | 20.4 (68.7)   | 14.2 (57.6)   | 8.1 (46.6)   | 3.2 (37.8)   | 12.0 (53.6)      |
| 最低気温記録 °C （°F）                                  | −6.2 (20.8)  | −7.1 (19.2)  | −4.4 (24.1)   | −1.1 (30)     | 3.2 (37.8)    | 9.0 (48.2)    | 15.2 (59.4)   | 16.4 (61.5)  | 9.4 (48.9)    | 3.1 (37.6)    | −0.6 (30.9)  | −3.9 (25)    | −7.1 (19.2)      |
| 降水量 mm （inch）                                      | 49.8 (1.961) | 61.6 (2.425) | 106.2 (4.181) | 102.4 (4.031) | 139.1 (5.476) | 194.2 (7.646) | 183.8 (7.236) | 142.5 (5.61) | 158.6 (6.244) | 136.7 (5.382) | 70.5 (2.776) | 53.0 (2.087) | 1,389.5 (54.705) |
| 平均降水日数 （≥1.0mm）                                 | 5.5          | 6.7          | 9.6           | 9.7           | 10.0          | 12.0          | 11.7          | 8.6          | 10.2          | 8.9           | 6.6          | 6.2          | 105.1            |
| 平均月間日照時間                                        | 135.0        | 128.7        | 161.2         | 184.4         | 193.4         | 141.7         | 155.9         | 204.9        | 153.9         | 158.1         | 143.2        | 139.9        | 1,912.2          |
| 出典：気象庁 (平均値：1991年-2020年、極値：1977年-現在) |              |              |               |               |               |               |               |              |               |               |              |              |                  |

### 地域

#### 住宅団地
- 都市再生機構香里団地
- 都市再生機構中宮第三団地
- 都市再生機構桜丘団地
- 都市再生機構釈尊寺第二団地
- 都市再生機構香里ヶ丘みずき街（香里団地A地区を建て替えた団地）
- 都市再生機構香里ヶ丘けやき東街（香里団地B地区を建て替えた団地）
- 都市再生機構香里ヶ丘さくらぎ街（香里団地C地区を建て替えた団地）
- 都市再生機構アミティ中宮北町（中宮第二団地を建て替えた団地）
- 都市再生機構アミティひらかた宮之阪（中宮第一団地を建て替えた団地）
- 大阪府住宅供給公社村野団地
- 大阪府住宅供給公社牧野団地
- 大阪府住宅供給公社招提団地
- 府営牧野北住宅
- 府営枚方田ノ口住宅
- 府営枚方招提住宅
- 府営枚方高田住宅
- 府営枚方津田住宅
- 府営枚方船橋住宅
- カネカ樟葉社宅
- パナソニック枚方中宮社宅
- パナソニック楠葉社宅
- アルカディア・枚方丸石製薬枚方社宅
- 四国銀行村野社宅
- 香里ヶ丘住宅団地
- 中宮第四住宅団地
- 茄子作住宅団地
- 山田池住宅団地
- 釈尊寺第一住宅団地
- 釈尊寺第三住宅団地
- 藤阪ハイツ

かつて存在した住宅団地
- 都市基盤整備公団中宮第二団地（建て替えられて「アミティ中宮北町」となった）
- 都市基盤整備公団中宮第一団地（建て替えられて「アミティひらかた宮之阪」となった）

#### 公園
- 市民の森（鏡伝池緑地） - 楠葉丘二丁目
- 北山公園 - 北山一丁目

国営公園
- 淀川河川公園

広域公園
- 大阪府営 山田池公園 - 山田池公園、山田池南町、藤阪元町一丁目、藤阪元町二丁目、藤阪西町、藤阪南町一丁目

特殊公園
- 国の特別史跡 百済寺跡公園 - 中宮西之町

総合公園
- 枚方公園（計画） - 枚方公園町
- 王仁公園 - 王仁公園

地区公園
- 中の池公園 - 東山二丁目
- 招提今池公園（計画） - 招提中町二丁目
- 中振中央公園（計画） - 北中振二丁目、東中振二丁目、南中振一丁目
- 車塚公園 - 小倉東町、北片鉾町、上野三丁目

### 人口
平成22年国勢調査より前回調査からの人口増減をみると、0.97％増の407,978人であり、増減率は府下43市町村中12位、72行政区域中27位。
| |                                        |  |
| 枚方市と全国の年齢別人口分布（2005年） | 枚方市の年齢・男女別人口分布（2005年） |  |
| ■紫色 ― 枚方市 ■緑色 ― 日本全国 | ■青色 ― 男性 ■赤色 ― 女性              |  |
| 枚方市（に相当する地域）の人口の推移 \| 1970年（昭和45年） \| 217,369人 \| \| \| 1975年（昭和50年） \| 297,618人 \| \| \| 1980年（昭和55年） \| 353,358人 \| \| \| 1985年（昭和60年） \| 382,257人 \| \| \| 1990年（平成2年） \| 390,788人 \| \| \| 1995年（平成7年） \| 400,144人 \| \| \| 2000年（平成12年） \| 402,563人 \| \| \| 2005年（平成17年） \| 404,044人 \| \| \| 2010年（平成22年） \| 407,978人 \| \| \| 2015年（平成27年） \| 404,152人 \| \| \| 2020年（令和2年） \| 397,289人 \| \| |                                        |  |
| 総務省統計局 国勢調査より |                                        |  |
| 1970年（昭和45年） | 217,369人                              |  |
| 1975年（昭和50年） | 297,618人                              |  |
| 1980年（昭和55年） | 353,358人                              |  |
| 1985年（昭和60年） | 382,257人                              |  |
| 1990年（平成2年） | 390,788人                              |  |
| 1995年（平成7年） | 400,144人                              |  |
| 2000年（平成12年） | 402,563人                              |  |
| 2005年（平成17年） | 404,044人                              |  |
| 2010年（平成22年） | 407,978人                              |  |
| 2015年（平成27年） | 404,152人                              |  |
| 2020年（令和2年） | 397,289人                              |  |

### 隣接自治体
大阪府
- 寝屋川市
- 交野市
- 高槻市
- 三島郡：島本町

京都府
- 八幡市
- 京田辺市

奈良県
- 生駒市

## 歴史
枚方の地名は古く、日本最古級の文献である古事記、日本書紀、風土記などに登場している。

### 古代
後期旧石器時代
- 紀元前30000年前 - 紀元前11000年前 : 樟葉東遺跡、藤阪宮山遺跡[14]

縄文時代
- 紀元前5000年前 : 穂谷遺跡[15]
- 紀元前5000年前 - 紀元前3000年前 : 津田遺跡[16]、津田三ツ池遺跡[17]
- 紀元前1000年前 : 交北城の山遺跡[18]

弥生時代
- 紀元前300年前 - 紀元前200年前 : 私部南遺跡、招提中町遺跡[19]
- 紀元前200年前 - 100年 : 交北城の山遺跡[19]、星丘西遺跡[20]、上ノ山遺跡[19]、田口山遺跡[21]
- 100年 - 200年 : 藤田山遺跡、茄子作遺跡[22]
- 200年 - 300年 : 中宮ドンパ遺跡[23]

古墳時代
- 300年 - 400年 : 禁野車塚古墳[24]、万年寺山古墳[25]、藤田山古墳[26]、牧野車塚古墳[27]
- 507年（継体天皇元年）2月4日 (旧暦) : 継体天皇が樟葉宮（くずはのみや）で即位[28]。
- 511年（継体天皇5年） : 山背国（やましろのくに） 筒城宮（つつきのみや）（現在の京都府京田辺市）に移住[28]。
- 530年?（継体天皇24年） : 日本書紀に枚方が比攞哿駄（ひらかた）として初出[29]。

奈良時代
- 711年（和銅4年） : 山陽道に樟葉駅が設置[30]。
- 750年（天平勝宝2年） : 百済寺建立[31]。
- 785年（延暦4年）11月10日：桓武天皇により日本初の郊祀が執り行われる[32]。

平安時代
- 933年（承平3年） : 河内国交野ヶ原が貴族の遊猟地になるとともに禁猟区を意味する[注釈 1]禁野という地名ができる[33]。
- 935年（承平5年） : 紀貫之が「土佐日記」にて渚の院を記す[34]。

### 中世
室町時代
- 1475年（文明7年） : 蓮如が出口に光善寺を建てる[35]。
- 1490年（延徳2年） : 津田正信が津田城を建てる[36]。

戦国時代
- 1559年（永禄2年） : 蓮如末子実従が順興寺住持となり、以降寺内町として発展する[37][38]。
- 1565年（永禄8年） : パードレ・ルイス・フロイスの書いた手紙に「フィラカタ」と記され、初めて西洋に枚方の地名が伝えられる[39]。

### 近世
安土桃山時代
- 1595年（文禄4年） : 秀吉が万年寺山にお茶屋御殿を建てる[40]。
- 1596年（文禄5年） : 淀川左岸に文禄堤ができる[41]。
- 1616年（元和2年）ごろ : 岡新町、岡、三矢、泥町が枚方宿とされる[42]。

江戸時代
- 1689年（元禄2年） : 旗本久貝（くがい）氏により、長尾陣屋が設けられる。
- 1807年（文化4年） : 十辺舎一九が「東海道中膝栗毛」にて三十石船、くらわんか舟を描く[43]。
- 1826年（文政9年） : シーボルトが紀行文に枚方を記す[44]。

### 近代
明治時代
- 1869年（明治2年） : 河内県に編入。河内県が堺県に合併[45]。
- 1871年（明治4年） : 枚方に郵便取扱所ができる[46]。
- 1872年（明治5年） : 第八区郷小学校（現蹉跎小学校）開校。
- 1873年（明治6年） : 第八区郷小学校出張所（現枚方小学校）開校。
- 1874年（明治7年） : 磯島村が摂津国島上郡から河内国交野郡に編入[47]。
- 1880年（明治13年） : 三矢村浄念寺に枚方郡役所開庁[48]。
- 1881年（明治14年） : 堺県から大阪府に編入[47]。
- 1882年（明治15年） : 津田に郵便取扱所が出来る。
- 1885年（明治18年） : 淀川大洪水が発生。市内の伊加賀付近の堤防が破堤して被害が拡大したことから「伊加賀切れ」との名が残る[49][50]。
- 1889年（明治22年） : 町村制施行により枚方町、蹉跎村（以上茨田郡）、川越村、山田村、牧野村、招提村、樟葉村、津田村、菅原村、氷室村（以上交野郡）の新町村誕生[51]。
- 1890年（明治23年） : 枚方区裁判所が設置[52]。
- 1896年（明治29年） : 陸軍禁野火薬庫完成[53]。
- 1898年（明治31年）4月12日 : 関西鉄道（現JR片町線）開通。津田駅・菅原（長尾）駅の両駅が営業を開始[54]。
- 1898年（明治31年）6月1日 : 郡制施行により茨田郡、交野郡、讃良郡が統合され大阪府北河内郡となる[55]。
- 1909年（明治42年）8月20日 : 未明 陸軍禁野火薬庫が爆発[56]。
- 1910年（明治43年）4月15日 : 京阪電車京阪本線開通。樟葉駅、牧野駅、枚方東口駅（現枚方市駅）、枚方駅（現枚方公園駅）、12月には光善寺駅の各駅が設置される[57]。
- 1911年（明治44年） : 電話が開通[58]。

大正時代
- 1912年（大正元年） : 菊人形展が寝屋川市から移転[59]。
- 1920年（大正9年） : 枚方初の民間近代工業、日本メリヤス株式会社（後の倉敷紡績枚方工場）開業。株式会社蝶矢シャツ製造所（現CHOYA）枚方工場開業[60]。

### 近現代
昭和時代（戦前）
- 1928年（昭和3年） : 大阪女子高等医学専門学校（現関西医科大学）、大阪歯科医学専門学校（現大阪歯科大学）が移転、開校（京阪電気鉄道が学校用地を寄付）[61]。
- 1929年（昭和4年） : 京阪電車の誘致に応じて大阪美術学校が御殿山に移転[62]。大阪美術学校の移転に合わせて御殿山駅が開設[63]。
- 1929年（昭和4年）7月10日 :信貴生駒電鉄枚方線（現京阪交野線）開通[64]。
- 1930年（昭和5年）10月10日 : （旧）枚方大橋開通[65]。
- 1932年（昭和7年） : （旧）国道2号京阪国道（現大阪府道13号京都守口線）開通[66]。
- 1934年（昭和9年） : 牧野村に亜細亜映画旭ヶ丘撮影所が設立[67]。
- 1935年（昭和10年）2月11日 : 牧野村と招堤村が合併し殿山町となる[68]。
- 1938年（昭和13年） : 陸軍造兵廠大阪工廠枚方製造所が開設され製造を開始[69]。
- 1938年（昭和13年）11月3日 : 枚方町、殿山町、川越村、山田村、樟葉村、蹉跎村が合併し（新）枚方町となる[70]。
- 1939年（昭和14年） : 宇治火薬製造所香里工場建設[71]。
- 1939年（昭和14年）3月1日 : 陸軍禁野火薬庫が大爆発、死傷者、罹災家屋多数[72][73]。
- 1940年（昭和15年）11月15日 : 津田村、菅原村、氷室村が合併し津田町となる[74]。
- 1942年（昭和17年） : 宇治火薬製造所香里工場が東京第二陸軍造兵廠香里製造所として開設[75]。
- 1943年（昭和18年） : 大阪市立中学（現大阪府立いちりつ高等学校）が大阪市内から移転[76]。

昭和（第二次世界大戦後）
- 1946年（昭和21年） : 旧枚方製造所跡に大阪帝国大学工学部枚方学舎開設[77]。
- 1947年（昭和22年）
  - 6月5日 : 昭和天皇が枚方町に行幸（昭和天皇の戦後巡幸）。大阪府営淀川左岸用排水改良事業場などを視察[78]。
  - 8月1日 : 枚方町が市制施行（大阪府下12番目）。面積40.62km2、人口41,041人[79]。「枚方市歌」の歌詞を懸賞募集。
- 1948年（昭和23年） : 定期的な家庭ごみ収集の開始[80]。枚方市外（）三カ町消防組合結成[81]。
- 1949年（昭和24年） : 枚方市外（）三カ町消防組合が枚方寝屋川消防組合に改称[81]。
- 1950年（昭和25年） : 市民病院開院[82]。
- 1952年（昭和27年） : 大阪陸軍造兵廠枚方製造所（旧陸軍造兵廠大阪工廠枚方製造所）が小松製作所に払い下げ決定。枚方事件発生[83]。百済寺跡特別史跡指定。大阪府立図書館枚方ブックステーション開設[84]。国道2号が国道1号に改称。大阪ガスが都市ガス供給開始[80]。
- 1953年（昭和28年）枚方市立公民館開設[85]。
- 1954年（昭和29年）10月22日 - 大阪府立中宮病院安静館が全焼。入院患者5人が行方不明[86]。
- 1955年（昭和30年）10月15日 : 津田町を合併[87]。
- 1956年（昭和31年） : 旧禁野火薬庫跡に中宮第一団地、中宮第二団地完成。東京第二陸軍造兵廠香里製造所跡に香里団地造成開始[88]。
- 1958年（昭和33年） : 香里団地入居開始[88]。
- 1960年（昭和35年） : 市役所新庁舎（現本館）竣工。
- 1962年（昭和37年） : 交通安全都市宣言[76]。
- 1963年（昭和38年） : 国道170号が制定（4月1日）。枚方高校開校[89]。枚方市教育委員会が枚方テーゼを宣言[90]。人口が10万人を超える。
- 1964年（昭和39年） : 国道1号が一部（中振〜招提間）開通。
- 1965年（昭和40年） : 枚方市民会館開館[91]。枚方ブックステーションが枚方市図書センターとして市民会館3階に移転。
- 1966年（昭和41年） : 国道1号枚方バイパス全面開通[92]。関西外国語大学開設[77]。
- 1967年（昭和42年） : 市の花「菊」、市の木「柳」、市旗制定。くずはローズタウン造成開始[93]。大阪大学工学部枚方学舎閉鎖[77]
- 1968年（昭和43年） : （新）枚方大橋開通[92]。くずはローズタウン分譲開始[94]。三越百貨店枚方店開店[95]。
- 1969年（昭和44年） : 全国初の病児保育室が香里ヶ丘に誕生[96]。
- 1970年（昭和45年） : 国道307号が制定（4月1日）。野外活動センター開設[97]。枚方中学校開校。人口が20万人を超える。
- 1971年（昭和46年） : 枚方市民憲章制定[98]。精神衛生都市宣言。市民会館大ホール完成[91]。
- 1972年（昭和47年） : 樟葉駅前にくずはモール街開業[94]。
- 1973年（昭和48年） : 枚方市立図書館発足、自動車文庫「ひなぎく号」運行開始[99]。
- 1974年（昭和49年） : 中村市（高知県、現・四万十市）友好都市提携[100]。松坂屋くずは店開店[95]。
- 1975年（昭和50年） : ひらかたサンプラザビル完成[101]。暴力排除都市宣言[76]。
- 1976年（昭和51年） : 人口が30万人を超える[102]。夏、くらわんか花火大会開催（2003年夏まで）。
- 1979年（昭和54年） : 国鉄片町線藤阪駅開設、四條畷 - 長尾間の複線化[103]。
- 1980年（昭和55年）2月20日 : 枚方市立第一中学校（当時）の生徒5人による京阪電車置石脱線事故発生。
- 1982年（昭和57年） : 国道168号が枚方市まで延長（4月1日）。非核平和都市宣言[104]。樟葉公民館開館[105]。
- 1983年（昭和58年） : 総合体育館開館[97]。摂南大学枚方学舎竣工[77]。
- 1984年（昭和59年） : 枚方八景制定[106]。
- 1987年（昭和62年） : 野付郡別海町（北海道）[100]、香川郡塩江町（香川県、現・高松市）[100]、上海市長寧区（中華人民共和国）友好都市提携[107]。
- 1988年（昭和63年） : 大阪国際大学開校[77]。

### 現代
平成
- 1989年（平成元年） : 平和の日制定。京阪ケーブルテレビジョン（現ケイ・キャット）放送開始。
- 1990年（平成2年） : 岡本町再開発ビル「ビオルネ」完成[108]。陸上競技場開設[97]。
- 1992年（平成4年） : 第71回全国高校ラグビー大会で啓光学園高校が初優勝。枚方市高齢社会憲章制定。京阪交野線が全線複線化[109][103]。
- 1993年（平成5年） : 人権尊重都市宣言[110]。枚方市駅高架化完成[111]。
- 1994年（平成6年） : 健康・福祉推進都市宣言[76]。
- 1995年（平成7年） : ローガン市（オーストラリア）友好都市提携[107]。人口が40万人を超える。
- 1996年（平成8年） : ひらかたパーク改装完成。倉敷紡績枚方工場が徳島県徳島市に移転。大阪工業大学開校[77]。
- 1997年（平成9年） : 名護市（沖縄県）友好都市提携[100]。エフエムひらかた開局[76]。
- 1998年（平成10年） : 市内全域で高度浄水処理水供給開始[112]。ラポールひらかた開館[113]。
- 1999年（平成11年） : 第78回全国高校ラグビー大会で啓光学園高校が優勝。有珠郡大滝村（北海道、現・伊達市）、吉野郡天川村（奈良県）、東彼杵郡波佐見町（長崎県）市民交流都市宣言[100]。少年野球チーム枚方リトルがリトルリーグ世界大会で優勝。
- 2000年（平成12年） : 第79回全国高校ラグビー大会で東海大付属仰星高校が初優勝。
- 2001年（平成13年） : 特例市移行[114]。枚方宿鍵屋資料館開館[115]。
- 2002年（平成14年） : 第81回全国高校ラグビー大会で啓光学園高校が優勝。市の鳥「カワセミ」制定。
- 2003年（平成15年） : 第82回全国高校ラグビー大会で啓光学園高校が2連覇。第二京阪道路部分開通、枚方東IC併用開始[116]。枚方市駅・樟葉駅に特急が終日停車開始（平日昼間時・土休日終日）。
- 2004年（平成16年） : 第83回全国高校ラグビー大会で啓光学園高校が3連覇。CHOYA枚方工場が東大阪市に移転。
- 2005年（平成17年） : 第84回全国高校ラグビー大会で啓光学園高校が4連覇。くずはモール街がKUZUHA MALLに全面改装[76]。関西外国語大学片鉾学舎跡に生涯学習兼地域交流施設「輝きプラザきらら」「中央図書館」開館[117]。ひらかた大菊人形展閉幕[76]。
- 2006年（平成18年） : 倉敷紡績枚方工場跡に関西医科大学附属枚方病院開院[76]。中央図書館市駅前サテライト開館。第28回全国選抜高校テニス大会で男女共に長尾谷高校が初優勝。
- 2007年（平成19年） : 第86回全国高校ラグビー大会で東海大付属仰星高校が7大会ぶり2度目の優勝。2月9日、市の花「桜」制定。第29回全国選抜高校テニス大会で長尾谷高校が団体戦女子2連覇。7月31日、中司宏市長（当時）が談合疑惑で逮捕、9月10日失職。
- 2008年（平成20年） : 霊岩郡（大韓民国全羅南道）友好都市提携[107]。
- 2009年（平成21年） : 穂谷地区が「にほんの里100選」に選ばれる。全市立小中学校にエアコン・校内LANを整備。
- 2010年（平成22年） : 第二京阪道路全面開通、枚方学研IC供用開始[116]。
- 2013年（平成25年） : 関西医科大学附属枚方病院隣接地に大阪府守口市から関西医科大学が移転。
- 2014年（平成26年） : 中核市移行（4月1日）[114]。枚方市民病院が建て替え、市立ひらかた病院に改称[118]。
- 2018年（平成30年） : 06月18日、大阪府北部地震が発生。これを受けて実施された記者会見で、菅義偉官房長官が、「まいかた」と読み間違える[119]。

令和
- 2019年（令和元年）- 人口が40万人を割り込む。

## 政治

### 行政

#### 市長
- 伏見隆（3期目[120]）
- 任期：2027年9月22日

歴代首長
- 寺嶋宗一郎（1947年から）- 枚方町長
- 三嶋健男（1947年から）- 津田町長
- 三宅一郎（1948年から）- 津田町長
- 三宅一郎（1952年から1955年まで）枚方市への合併に伴い退任

歴代市長
| 代    | 氏名       | 就任年月日    | 退任年月日    | 備考                               |
| ----- | ---------- | ------------- | ------------- | ---------------------------------- |
| 初-2  | 寺嶋宗一郎 | 1947年8月1日  | 1955年4月30日 | 旧枚方町長、市制施行に伴い市長就任 |
| 3     | 畠山晴文   | 1955年5月1日  | 1959年4月30日 |                                    |
| 4-5   | 寺嶋宗一郎 | 1959年5月1日  | 1967年4月30日 |                                    |
| 6-8   | 山村富造   | 1967年5月1日  | 1975年8月2日  |                                    |
| 9-12  | 北牧一雄   | 1975年8月31日 | 1991年8月30日 |                                    |
| 13    | 大塩和男   | 1991年8月31日 | 1995年4月30日 |                                    |
| 14-17 | 中司宏     | 1995年5月1日  | 2007年9月9日  |                                    |
| 18-19 | 竹内脩     | 2007年9月23日 | 2015年9月22日 |                                    |
| 20-22 | 伏見隆     | 2015年9月23日 |               | 現職                               |

#### 財政
1995年決算から実質収支が赤字になり、1999年度には累積赤字が29.8億円と膨らんだ。財政再建準用団体への転落も危惧される中で財政再建を進められ、2002年度決算で黒字化を果たした。市税収入の前年度割れが続く中、2002年度から2004年度まで3年連続して、実質収支の黒字を計上している。
歳入の大半を占める市税収入は、長引く不況の影響により1997年の651億円をピークとして2004年度まで7年連続して減収が続いており、2004年度の市税収入は544億円である。歳入不足を補うために市債が発行されており、その総額は2004年度までに約148億8800万円に上る。なお、2021年度現在の市税収入は約531億円となっている。
2021年4月現在のラスパイレス指数は98.2(中核市53/62位)である。
1997年4月時点の107.3（1998年、1999年は不明）、2000年4月時点の105.8、2001年4月時点の103.5、2002年4月時点の103.3、2003年4月時点の102.1、2004年4月時点の99.1、2005年4月時点の98.7、2006年4月時点の98.6、2007年4月時点の98.3、2008年4月時点の98.2、2009年4月時点の96.8と、全国的に高水準だったラスパイレス指数の低下が続いており、2021年4月現在においても国家公務員よりも低水準となっている。

#### 市町村合併
行政区域の変遷
明治
- 1889年（明治22年）4月1日 : 町村制の施行により、茨田郡枚方村・三矢村・泥町村・伊加賀村・岡村・岡新町村の区域をもって枚方町が発足[122]。
- 1896年（明治29年）4月1日 : 茨田郡枚方町の所属郡が北河内郡に変更[55]。

昭和
- 1938年（昭和13年）11月3日 : 北河内郡枚方町が殿山町・山田村・樟葉村・川越村・蹉跎村と合併し、改めて枚方町が発足[123]。
- 1947年（昭和22年）8月1日 : 北河内郡枚方町が市制施行し枚方市となる[124]。
- 1955年（昭和30年）10月15日 : 津田町を編入[125]。

平成
- 2014年  (平成26年)  4月1日 : 特例市から中核市に移行。

合併協議会
平成の大合併では寝屋川市、交野市との合併が協議されたが実現しなかった。またこれとは別に、1980年代に京都府八幡市住民より同市から当市への越境合併の要望があったが自然消滅している。

### 議会

#### 市議会
枚方市議会
- 定数：32名
- 任期：2027年4月30日
- 議長：藤田幸久（公明党、4期）
- 副議長：八尾善之（連合市民の会、4期）

| 会派名                       | 議席数 | 所属党派           | 議員名（◎は代表）                                                                                       |
| ---------------------------- | ------ | ------------------ | --- |
| 自由民主党議員団             | 3      | 自由民主党・無所属 | ◎田口敬規、漆原周義、松本佑介                                                                           |
| 日本共産党議員団             | 4      | 日本共産党         | ◎堤幸子、広瀬ひとみ、松岡ちひろ、三和智之                                                               |
| 連合市民の会                 | 5      | 立憲民主党・無所属 | ◎野村生代、八尾善之、奥野美佳、番匠映仁、大津真沙樹                                                     |
| 大阪維新の会枚方市議会議員団 | 10     | 大阪維新の会       | ◎鍜治谷知宏、小池晶子、門川紘幸、泉大介、岡市栄次郎、妹尾正信、大濱暢祐、佐田あゆ美、志甫直哉、高野寿陛 |
| 公明党議員団                 | 8      | 公明党             | ◎丹生真人、大地正広、藤田幸久、田中優子、一原明美、千葉雅民、東実名子、峠賢一                           |
| 自由民主党枚方創政会         | 2      | 自由民主党         | 前田富枝、長友克由                                                                                      |

#### 府議会
大阪府議会（枚方市選挙区）
- 定数：4名[126]
- 任期：2027年4月29日

| 氏名     | 会派名                       | 当選回数 | 備考             |
| -------- | ---------------------------- | -------- | ---------------- |
| 岩本優祐 | 大阪維新の会大阪府議会議員団 | 1        |                  |
| 山田健太 | 民主ネット大阪府議会議員団   | 2        | 党籍は立憲民主党 |
| 大橋章夫 | 公明党大阪府議会議員団       | 4        |                  |
| 岡沢龍一 | 大阪維新の会大阪府議会議員団 | 2        |                  |

2015年の府議選から、定数は5から4に変更された。

#### 国会
衆議院
- 選挙区：大阪11区（枚方市、交野市）
- 任期：2021年10月31日 - 2025年10月30日
- 投票日：2021年10月31日
- 当日有権者数：398,749人
- 投票率：60.57%

| 当落 | 候補者名   | 年齢 | 所属党派     | 新旧別 | 得票数    | 重複 |
| ---- | ---------- | ---- | ------------ | ------ | --------- | ---- |
| 当   | 中司宏     | 65   | 日本維新の会 | 新     | 105,746票 | ○    |
|      | 佐藤ゆかり | 60   | 自由民主党   | 前     | 70,568票  | ○    |
|      | 平野博文   | 72   | 立憲民主党   | 前     | 60,281票  | ○    |

## 官公庁

### 国家機関
- 国税庁大阪国税局枚方税務署
- 国土交通省近畿地方整備局浪速国道事務所
- 国土交通省近畿地方整備局淀川河川事務所
- 国土交通省近畿地方整備局淀川ダム統合管理事務所
- 国土交通省近畿地方整備局近畿技術事務所
- 北大阪労働基準監督署
- 枚方公共職業安定所（ハローワーク）
- 枚方簡易裁判所
- 大阪法務局枚方出張所
- 枚方区検察庁

### 府政機関
- 北河内府税事務所
- 北河内府民情報プラザ
- 枚方土木事務所
- 北河内教育振興センター
- 村野浄水場
- 水質試験所
- 木屋揚水機場
- 磯島取水場
- 淀川左岸流域下水道・渚水みらいセンター[注釈 2]

## 施設

### 警察
- 大阪府枚方警察署 - 枚方市西部を管轄
- 大阪府交野警察署 - 枚方市東部を管轄

管轄の境界は国道1号 - 出屋敷南交差点 - 大阪府道18号枚方交野寝屋川線を経て枚方市と交野市の行政境界線である。
枚方市での交野警察署の管轄区域は、旧北河内郡津田町域（郵便での枚方東郵便局管轄区域をほぼ網羅）と概ね合致する。

### 消防
本部
- 枚方寝屋川消防組合

消防署
- 枚方消防署
- 枚方東消防署

### 医療
主な病院
- 市立ひらかた病院
- 市立保健センター
- 地域医療機能推進機構星ヶ丘医療センター
- 関西医科大学附属病院
- 枚方公済病院
- 東香里病院
- 福田総合病院
- 吉田病院

主な福祉施設
- 市立老人福祉センター「楽寿荘」

主な保健施設
- 枚方市保健所

### 郵便局
集配郵便局
- 枚方郵便局（573-00xx、573-8xxx）
- 枚方北郵便局（573-10xx、573-11xx）
- 枚方東郵便局（573-01xx）

無集配郵便局
- 枚方松丘郵便局
- 枚方星丘郵便局
- 枚方宮之阪郵便局
- 枚方公園駅前郵便局
- 枚方山之上郵便局
- 枚方中振郵便局
- 枚方伊加賀西町郵便局
- 枚方高田郵便局
- 枚方香里ヶ丘郵便局
- 枚方香里ヶ丘五郵便局
- 枚方香里南郵便局
- 枚方東中振郵便局
- 枚方長尾家具郵便局
- 枚方長尾台郵便局
- 枚方尊延寺郵便局
- 枚方津田駅前郵便局
- 枚方春日野郵便局
- 枚方藤阪郵便局
- 菅原郵便局
- 枚方楠葉野田郵便局
- 枚方楠葉郵便局
- 枚方東山郵便局
- 枚方船橋郵便局
- 枚方楠葉並木郵便局
- 枚方招提郵便局
- 枚方養父郵便局
- 枚方牧野駅前郵便局
- 枚方招提団地内郵便局
- 枚方北片鉾郵便局
- 枚方甲斐田郵便局
- 枚方三栗郵便局
- 枚方渚郵便局
- 枚方西禁野郵便局
- 枚方中宮郵便局

簡易郵便局
- 枚方松美ヶ丘簡易郵便局

### 文化施設
資料館
- 旧田中家鋳物民俗資料館
- 枚方宿鍵屋資料館
- 淀川資料館

生涯学習市民センター
- 蹉跎（さだ）生涯学習市民センター
- 牧野生涯学習市民センター
- 菅原生涯学習市民センター
- 津田生涯学習市民センター
- 生涯学習情報プラザ
- 南部生涯学習市民センター
- 御殿山生涯学習美術センター
- 楠葉生涯学習市民センター
- サンプラザ生涯学習市民センター

### 交流施設
- 枚方市市民会館
- 枚方市総合文化芸術センター[注釈 3]
- 枚方公園青少年センター
- サプリ村野[注釈 4]
- メセナひらかた会館
- 市民ギャラリー
- くずはアートギャラリー
- 地域活性化支援センター
- 市民ふれあいセンター
- 教育文化センター
- 創価学会京阪文化会館

### 運動施設
- 枚方市立渚市民体育館
- 枚方市立総合スポーツセンター（総合体育館、陸上競技場）
- 枚方市野外活動センター
- 王仁公園（テニスコート、運動広場、バレーボールコート、プール）
- 中の池公園（運動広場）
- 香里ヶ丘中央公園（運動広場）
- 春日テニスコート
- 藤阪テニスコート

- 伊加賀スポーツセンター

## 対外関係

### 姉妹都市・提携都市

#### 海外
姉妹都市
- 長寧区（中華人民共和国 上海市）
  - 1987年（昭和62年）12月 - 姉妹都市提携
- ローガン市（オーストラリア連邦 クイーンズランド州 南東クイーンズランド地域）
  - 1995年（平成7年）3月 - 姉妹都市提携
- 霊岩郡（大韓民国 全羅南道）
  - 2008年（平成20年）3月 - 姉妹都市提携

#### 国内
- 四万十市（四国地方 高知県）
  - 1974年（昭和49年）4月 - 旧中村市と友好都市提携。2008年 - 四万十市と再提携。
- 別海町（北海道 根室振興局 野付郡）
  - 1987年（昭和62年）2月 - 友好都市提携
- 高松市（四国地方 香川県）
  - 1987年（昭和62年）2月 - 旧塩江町と友好都市提携。2005年高松市編入に伴い友好都市から外れるが、それ以降も地域間交流は継続[127]。
- 名護市（南西諸島 沖縄県）
  - 1997年（平成9年）7月 - 友好都市提携
- 伊達市（北海道 胆振総合振興局）
  - 1999年（平成11年）7月 - 旧大滝村と市民交流都市宣言（経済交流のまち）
- 天川村（近畿地方 奈良県 吉野郡）
  - 1999年（平成11年）7月 - 市民交流都市宣言（七夕伝説交流のまち）
- 波佐見町（九州地方 長崎県 東彼杵郡）
  - 1999年（平成11年）7月 - 市民交流都市宣言（くらわんか交流のまち）

## 経済

### 第二次産業

#### 工業
枚方市はベッドタウンとして発展してきたが、産業の面からみると製造業の比重が高い産業都市でもある。1978年時点では、従業員数の36.6%を占める製造業が1位であった。
枚方の近代産業は、大正時代に開業した日本メリヤス株式会社と蝶矢シャツ製造所に始まった。
また、戦前から戦中に掛けて、枚方市は軍需産業が盛んであった。明治時代に開設された陸軍禁野火薬庫に始まり、昭和に入ると陸軍造兵廠大阪工廠枚方製造所、東京第二陸軍造兵廠香里製造所が開設された。
戦後これらの軍事施設は民間に払い下げられ、大阪陸軍造兵廠枚方製造所（旧陸軍造兵廠大阪工廠枚方製造所）は小松製作所大阪工場に、禁野火薬庫と東京第二陸軍造兵廠香里製造所は、住宅団地としてそれぞれ日本住宅公団中宮団地、香里団地へと生まれ変わった。
戦後、枚方中小企業団地（現・枚方企業団地）、枚方既製服団地（現・枚方紳士服団地）、枚方家具団地などの工業団地が枚方の経済成長を支えた。企業誘致に際して立地を一箇所に集約しなかったため、これらの企業団地はある程度のまとまりがあるものの、市内に点在する形となっている。
しかし産業構造の変化や宅地化の進展により、近年これらの事業所が市外へ移転する事が増えている。枚方の近代産業の先駆けである倉敷紡績枚方工場（旧日本メリヤス）が1996年に、CHOYA枚方工場（旧蝶矢シャツ製造所）が2004年に、それぞれ市外へ移転した。
地域産業の活性化を図るべく、人材育成、起業支援に併せて、津田サイエンスヒルズ（関西文化学術研究都市 氷室・津田地区）への企業誘致などが進められているが、十分な成果が上がっているとは言い難い状況である。

### 第三次産業

#### 商業
そもそも枚方市は「都心に比較的近く鉄道交通が発達している」という特性を持ち、バブル期より地の利を生かした住宅開発を盛んに行ってきた。これら住宅地に住む労働者の多くが都心通勤者であるため、かねてから昼間人口の都心流出が顕著であった。
さらに近年では1997年のJR東西線開業や2003年の枚方市駅、樟葉駅京阪特急停車化、2008年の中之島線開業など、京阪本線、片町線（学研都市線）の高速化や運転系統・本数の充実化といったサービスアップによって通勤ニーズだけでなく商業・観光ニーズにおいても都心志向が高まり、購買客までも都心へ流出させることとなった（ストロー効果）。
枚方市駅周辺

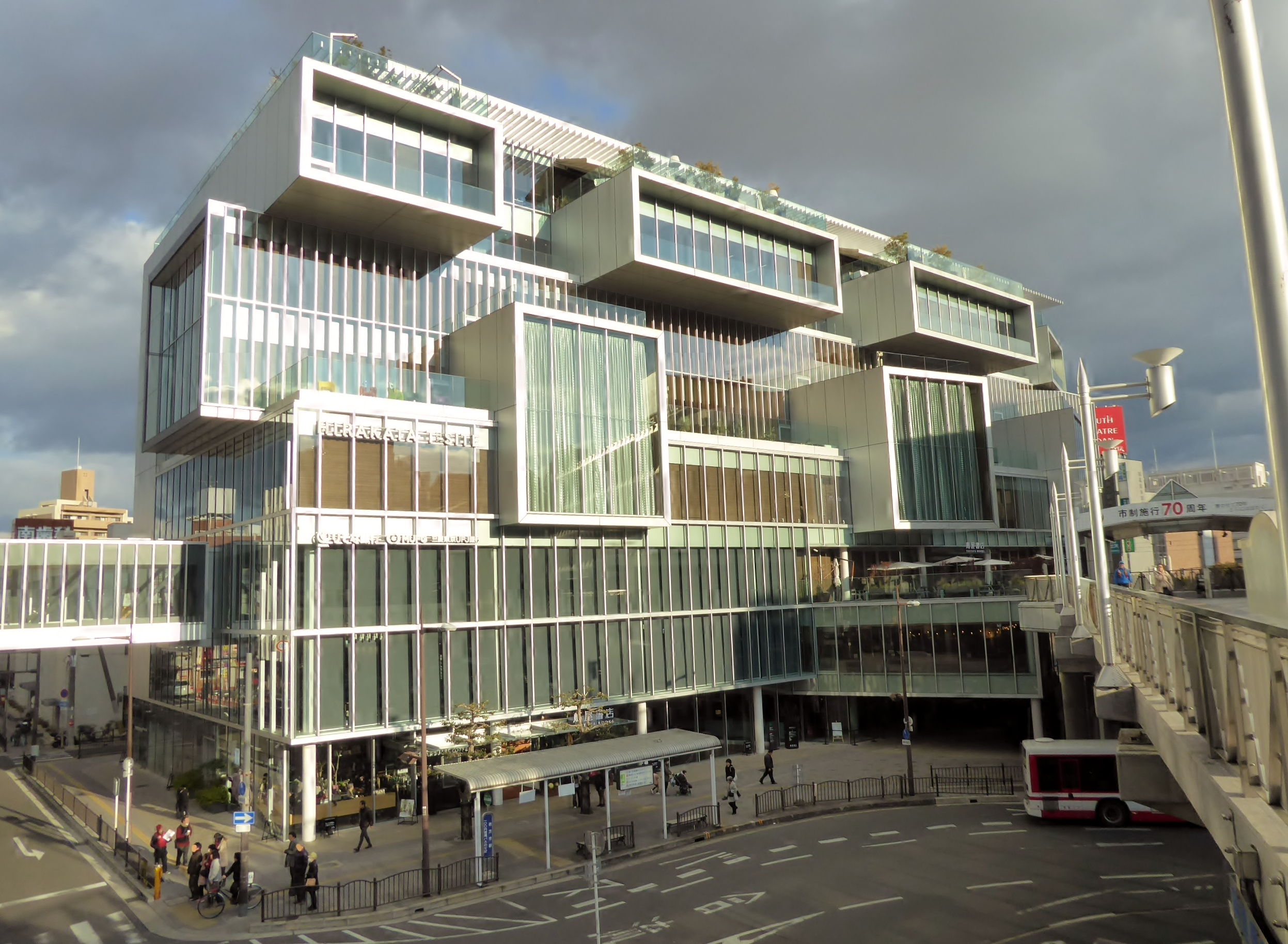
枚方T-SITE

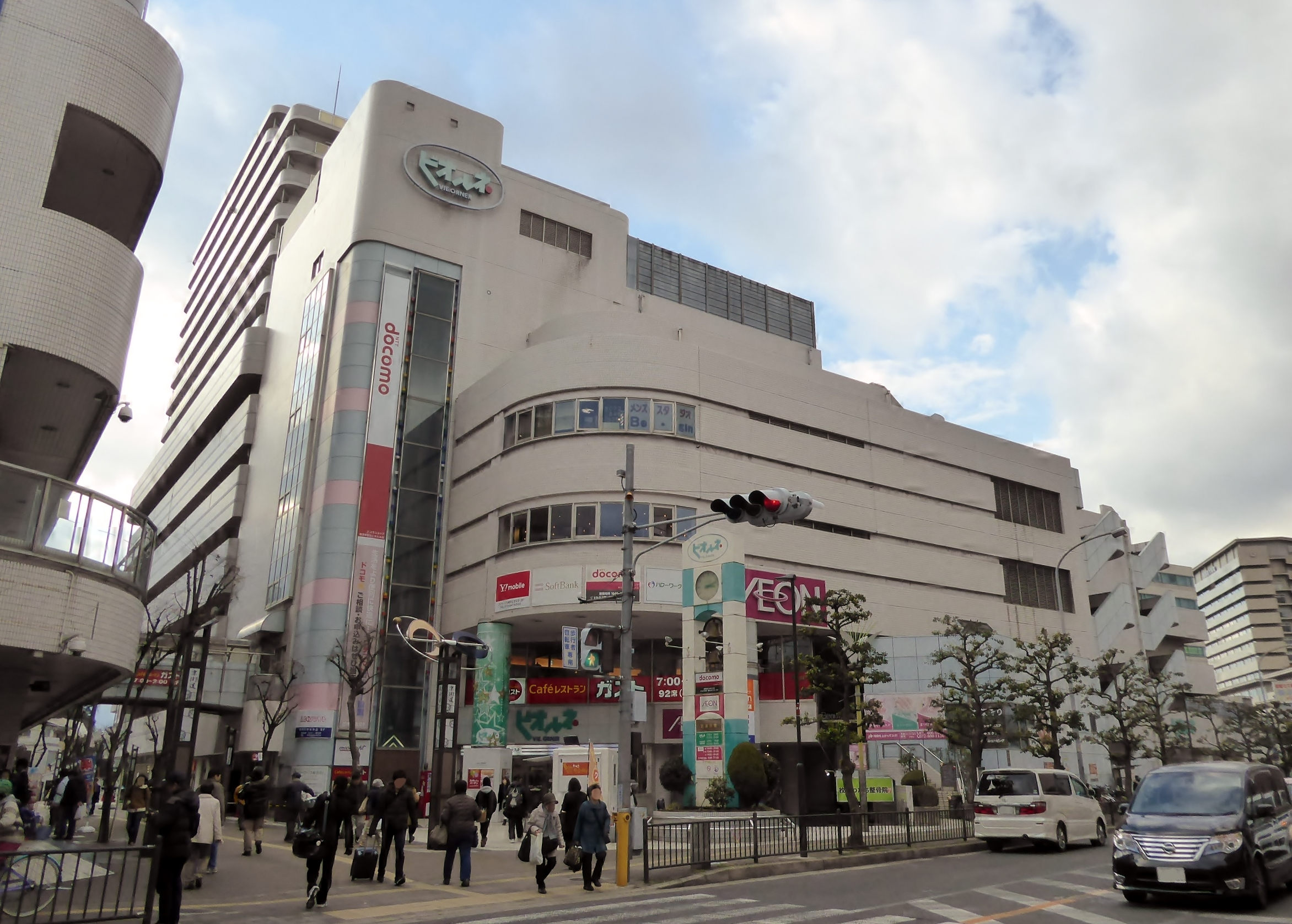
ビオルネ

ビオルネ・イオン枚方店（旧枚方サティ→枚方ビブレ→枚方サティ）・京阪百貨店ひらかた店・京阪枚方ステーションモール・ひらかたサンプラザ1号 - 3号・TSUTAYAビルなどの商業施設がならぶ。
これら商業施設の発展の経緯は線路を挟み北口側と南口側に大きく分かれた。北口側には旧京街道が通り、街道沿いに岡東町商店街が賑わいを見せていた。前述の商業施設もまず北口側から開発が進められた。1965年（昭和40年）に枚方駅前デパート、1969年（昭和44年）に長崎屋枚方店が開店した。北口側の開発から少し遅れて南口側の開発も進められた。1968年（昭和43年）に三越百貨店枚方店、1970年（昭和45年）にイズミヤ枚方店が開店した。1971年（昭和46年）に可決された市街地再開発事業により、駅前ビル3棟と5000㎡の駅前広場、4700㎡の都市公園が、5年の歳月と113億円を費やして建設された。駅前ビルはひらかたサンプラザ1号館から3号館と名付けられ、2号館には1975年（昭和50年）にひらかた丸物百貨店（後の近鉄百貨店枚方店）が開店した。
1960年代から1970年代に掛けて枚方市駅の乗降客数は急増を見せるが、香里団地などの住宅地を多く抱える南口側に対して、線路で分断され淀川に挟まれた北口側は次第に衰退していった。駅前に大型商業施設が開発された事も相まって岡東町商店街の衰退は著しくなったが、1990年（平成2年） 岡本町再開発ビル「ビオルネ」が完成。1993年（平成5年）には枚方市駅が高架化され、翌1994年（平成6年）には高架下に京阪百貨店枚方店と京阪ザ・ストア枚方店が開店した。北口と南口を分断していた線路が高架化により無くなり、再び北口側に活気が戻るようになってきた。
しかしその後の景気の後退と共に縮小が相次いだ。1996年（平成8年）に北口からほど近い倉敷紡績枚方工場が移転閉鎖。2002年（平成14年）に長崎屋枚方店、2005年（平成17年）に三越百貨店枚方店、2012年（平成24年）2月に近鉄百貨店枚方店が閉店した。2010年（平成22年）はビオルネの運営会社が倒産している。
2013年（平成25年）4月枚方市駅北口の関西医科大学附属枚方病院（現・関西医科大学附属病院）の隣接地に関西医科大学がオープン。更に枚方市駅周辺の再整備がスタートし、2016年（平成28年）5月に近鉄百貨店跡に枚方T-SITEがオープンした。今後は駅周辺の再整備が進む。
2025年までに枚方市駅北口エリアの再整備を行い、京阪本線、京阪交野線と天野川に囲まれたデルタと呼ばれる地帯に商業施設、ホテル、オフィスなどが入る高層ビルを建設予定。また、北口ロータリーの混雑緩和のため、広くする予定。
南口エリアの再整備は後に開始され、市役所の移設も含まれる。
中核市で216億円の負担は異例と言われている。
樟葉駅周辺

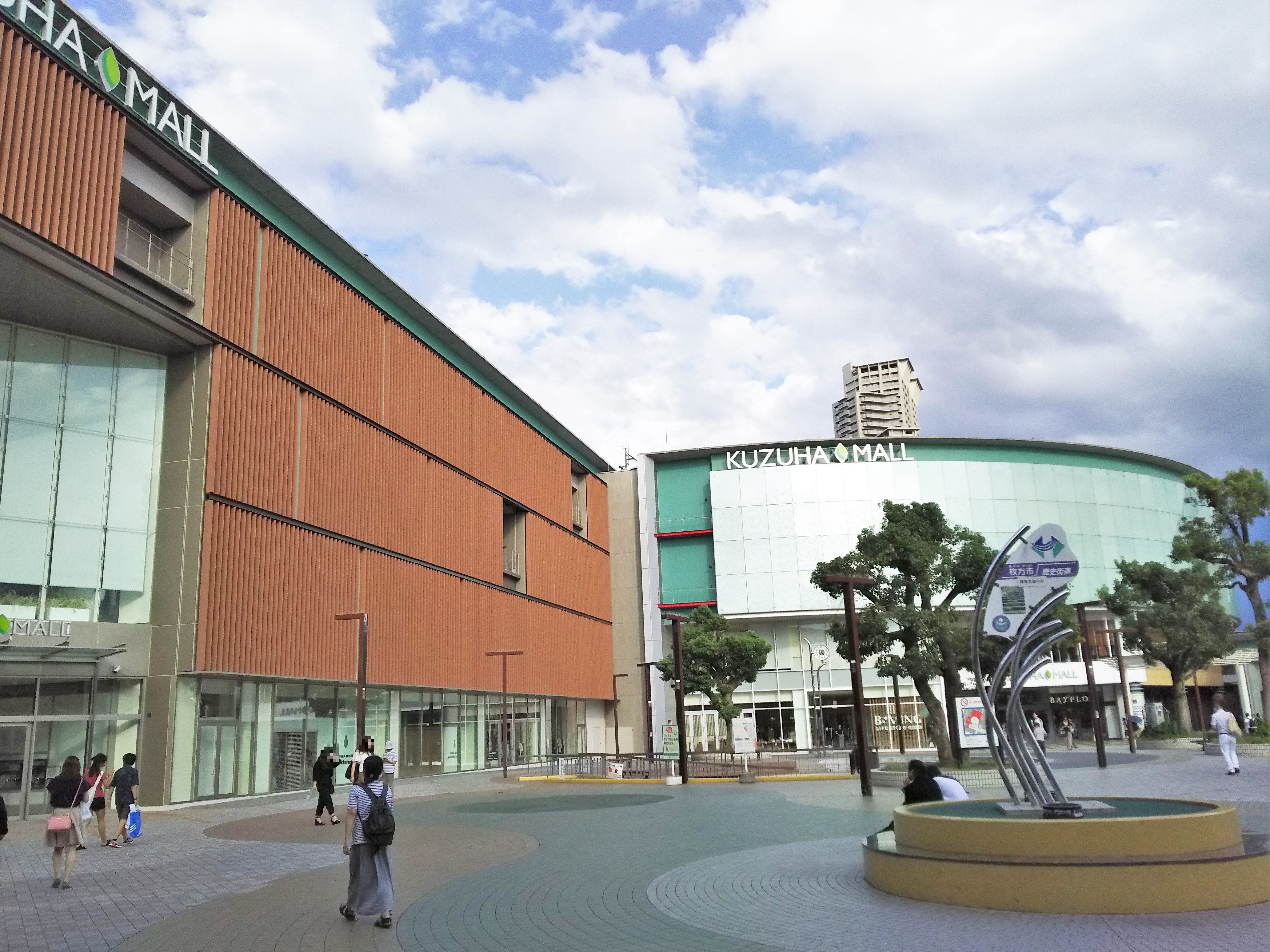
くずはモール

1967年より京阪電気鉄道によって「くずはローズタウン」の住宅開発が行われ、引き続いて百貨店（松坂屋くずは店）、スーパーマーケット（ダイエー、イズミヤ）、専門店を含む沿線最大級のショッピングモール・くずはモール街が開発され、1972年4月に開店した。
しかし建設から30余年を経過した2004年にいったん閉鎖、松坂屋くずは店は撤退した。
2005年に「KUZUHA MALL」として全面改装、それにあわせて京阪本線の特急列車が停車するようになり、一時は沈滞化していた樟葉周辺も再び活気付くようになった。樟葉周辺は樟葉パブリック・ゴルフ・コース、超高層マンション、ローズタウン、その他商業施設など大半が京阪による開発である。
国道1号沿い
交通量が多く、多方面から集客できるため、娯楽施設や飲食店が多く立ち並ぶ。高野道周辺にはラウンドワン、フォレオひらかた（核店舗は「シネプレックス枚方」「GOLF5」「スポーツデポ」など）などがある。
また、その他商業施設が相次いでオープンする。2016年には、国内最大級の規模であるニトリモール枚方がオープン。

### 拠点を置く企業
本社
- くらこんホールディングス（こんぶのくらこん）
- 恩地食品（おんち）
- 京阪電気鉄道
- 三井倉庫ロジスティクス（旧・三洋電機ロジスティクス）
- 枚方信用金庫
- 初田製作所
- たまゆら
- ホソカワミクロン（東証1・6277）
- 日本電音（ユニペックス）
- 大塚電子
- 株式会社morondo(枚方つーしんなどを運営する地域情報ポータルサイト。(「ひらつー」の名称で知られる。)
- カルチュア・コンビニエンス・クラブ - 創業の地であり、登記上の本店を枚方T-SITEに置く。
- 大阪王将（イートアンドホールディングス関西工場に登記上の本店を置く）
- 大阪油化工業

事業所、関連施設
- 京セラドキュメントソリューションズ - 枚方工場
- クボタ - 枚方製造所
- 小松製作所 - 大阪工場
- 日本精線 - 枚方工場
- 大阪ミツカン - 大阪工場
- 共英製鋼 - 枚方事業所枚方工場
- サンヨーホームズ - 生産本部
- ダイコロ - 大阪工場
- フジパン - 枚方工場
- パナソニック - パナソニックアリーナ、パナソニックベースボールスタジアム
- 大林組 - 大阪機械工場

本店、第1号店
- ポム・ド・テール 本店、ポムの樹 近鉄枚方店（ポムの樹1号店）

### 伝統産業
東部地域では伝統産業である河内そうめん製造と酒造業が行われていた。
河内そうめん
河内そうめんは、奈良の「三輪素麺」や兵庫の「揖保乃糸」などと共に知られる手延べそうめんである。天和年間（1681年〜1683年）に大和国三輪から伝えられた素麺製造技術が基になっている。
耕地の少ない旧交野郡津田村を中心として農閑期の副業として栄え、最盛期には約80軒で生産されていた。遠く近江や尾張にまで販路を広げていたが、近年は生産農家の高齢化が進み後継者不足が問題となっており、2003年時点では津田地域に三軒、穂谷地域に一軒を残すのみとなっていた。その当時、出荷量が限られているため市販されていなかった。その後も生産者の減少は続き、伝統を受け継いでいた最後の一軒が2012年に廃業したことで、古くから続いた生産者は途絶えた。その後、地元在住者が技術と生産の継承に取り組んでいると報じられている。市立枚方宿鍵屋資料館では夏季限定で河内そうめんを有料で食べることができる。
津田には河内そうめんの発展に貢献した山下政右衛門（後に政太）の碑「山下翁頌徳碑」が残る。
酒造
生駒山系の良質な地下水を生かして酒造も行われていた。1921年頃は小北酒造場（菅原村）、田中酒造場（氷室村）、米山酒造所（同）、池尻酒造所（津田村）、山本酒造所（同）、高地酒造所（樟葉村）の6軒。また1970年代まで小北酒造場（藤阪元町、「菊人形」「寿賀天杯」）、田中酒造場（尊廷寺、「谷川」）、池尻酒造（津田元町、「成功正宗」）、津田酒造（津田元町、「枚方自慢」「みや鶴」）、重村酒造場（穂谷、「富士霞」「穂谷」「淀菊」）という5つの造り酒屋が存在した。津田酒造のみや鶴は1995年の全国新酒鑑評会において金賞を受賞する実績を残している。
しかし1990年代半ばまでに重村酒造場を残し、その他は全て廃業した。住宅地図において酒造業としての記載が最後に残されているのは、池尻酒造は1979年、田中酒造場は1983年、小北酒造場は1992年、津田酒造は1994年となっている。
最後まで残った重村酒造場も2012年3月で廃業し、枚方市内から酒造業者は消滅した。

## 教育

### 歴史
江戸時代の幕末期、枚方市域では41の寺子屋があり、比較的裕福な層の子供に対して、習字や読書、算盤を教えていた。師匠は僧侶が多く、農民や医師もその役を担った。
また専門的な知識や技能を教える私塾として、中宮村の南明堂、坂村の岡田本房塾、同村の言順堂が開設されていた。南明堂は享保年間（1716-1736年）に医師の行田（なめだ）義斎により設立された、枚方でもっとも古く設立された私塾である。岡田本房塾は天明・寛政期（18世紀末）に岡田本房により設立された。岡田家は代々一宮神社（片埜神社）の祠官であり、岡田本房は旗本水野氏の坂村陣屋の代官を務めていた。言順堂は代々医師であった三浦家により設立され、医師であった三浦元道が教化に務めた。

### 現代
枚方市では、ベッドタウン化により1950年代から1970年代に掛けて急激に人口が増加した。
そのため小中学校の不足が深刻化し、各地の小中学校には臨時のプレハブ教室が大量に作られる事態となった。児童の増加に対応するため新設校の設立や増築が進められ、1980年代には教室の不足が解消された。
小学校の児童数は1980年代を頂点として一転して減少に転じ、次第に少子化傾向が顕著になるに従い学級数が減少した。空き教室の増加も問題となり、1999年に学校の統廃合が行われた。しかし、少人数による利点・長所を生かし、原則として今後統廃合はされない見通しである。2004年には中学校校区の弾力化が行われ、小学校最終学年で志望中学の希望調査が行われる。
また、市立学校全てにコンピュータールームの導入、ALTによる英語教育、少人数授業などには古くから積極的である。
かつて高校の進学指導において高槻・枚方方式と呼ばれた総合選抜を擬似的に再現する地元集中という考え方を用いていた。
さらに2008年度より枚方市立の小中学校の全教室に冷暖房が設置し、快適な学習環境の確保が可能となった。また子供たちが思いっきり運動場で遊べるよう、全小学校でみどりのじゅうたん事業と称して、校庭を一部芝生化している。これには、外気温低下の効果も期待されている。
全国学力調査では、枚方市の平均値は全国平均・大阪府平均を上回っており、今後も先進的教育のまちとしての地位を確立し、枚方市の子供たちの学力向上を図るための教育政策として、より充実した授業展開が行えるよう電子黒板の導入や夏季休業日を6日間短縮、冬期休業日を1日ずらすなどの取り組みがなされている。
なお、関西地方の学校は制服・標準服を定めていることが多いが、枚方市の学校は基本的に私服登校が可能。
また、漢字を日本に伝えた王仁博士の墓とされる大阪府史跡「伝王仁墓」が市内にあることにちなみ、「漢字のまち枚方」としての特色を全国に発信しようと、平成15年度より「心に残る漢字一文字作文コンクール」（現・「漢字をテーマに思いを伝える作文コンクール」）を実施するなど、さまざまな取り組みを行っている。

### 大学
国立
- 大阪大学大学院工学研究科 自由電子レーザー研究施設

私立
- 大阪工業大学情報科学部
- 大阪国際大学ビジネス学部 現代社会学部
- 大阪歯科大学
- 関西医科大学
- 関西外国語大学
  - 短期大学部
- 摂南大学枚方キャンパス

### 専修学校
- 関西看護専門学校

- 近畿情報高等専修学校
- 香里ヶ丘看護専門学校

### 高等学校
府立
- 大阪府立香里丘高等学校
- 大阪府立長尾高等学校
- 大阪府立枚方高等学校
- 大阪府立枚方津田高等学校
- 大阪府立枚方なぎさ高等学校
- 大阪府立牧野高等学校
- 大阪府立いちりつ高等学校（旧大阪市立高等学校）

私立
- 常翔啓光学園高等学校
- 東海大学付属大阪仰星高等学校
- 長尾谷高等学校

### 中学校
市立（19校）
- 第一中学校
- 第二中学校
- 第三中学校
- 第四中学校
- 津田中学校
- 枚方中学校
- 中宮中学校
- 招提中学校
- 楠葉中学校
- 楠葉西中学校
- 東香里中学校
- 長尾中学校
- 杉中学校
- 山田中学校
- 渚西中学校
- 桜丘中学校
- 蹉跎中学校
- 招提北中学校
- 長尾西中学校

私立（2校）
- 常翔啓光学園中学校
- 東海大学付属仰星高等学校中等部

### 小学校
市立（44校）
- 枚方小学校
- 枚方第二小学校
- 蹉跎小学校
- 香里小学校
- 開成小学校
- 五常小学校
- 春日小学校
- 桜丘小学校
- 山田小学校
- 明倫小学校
- 殿山第一小学校
- 殿山第二小学校
- 樟葉小学校
- 津田小学校
- 菅原小学校
- 氷室小学校
- 禁野小学校
- 山之上小学校
- 牧野小学校
- 交北小学校
- 香陽小学校
- 招提小学校
- 中宮小学校
- 小倉小学校
- 樟葉南小学校
- 磯島小学校
- 蹉跎西小学校
- 樟葉西小学校
- 田口山小学校
- 西牧野小学校
- 川越小学校
- 蹉跎東小学校
- 桜丘北小学校
- 津田南小学校
- 船橋小学校
- 菅原東小学校
- 山田東小学校
- 藤阪小学校
- 平野小学校
- 長尾小学校
- 東香里小学校
- 伊加賀小学校
- 西長尾小学校

私立（1校）
- 関西創価小学校

### 特別支援学校
府立
- 大阪府立枚方支援学校
- 大阪府立むらの高等支援学校

### 保育施設
- 保育所（一部）
  - 香里敬愛保育所
  - 中振敬愛保育所
  - 香里ヶ丘愛児園
  - 香里ヶ丘保育園
  - 天の川保育園

### 学校教育以外の施設
- 税務大学校大阪研修所（文教研修施設）
- 大阪府立北大阪高等職業技術専門校（職業能力開発校）

### 閉校
高等学校
- 大阪府立枚方西高等学校（2006年閉校）[89]
- 大阪府立磯島高等学校（2004年枚方西と統合し枚方なぎさ高校へ）[89]

中学校
- 村野中学校（1974年 - 2001年閉校）

小学校
- 北牧野小学校（1972年 - 2000年閉校）
- 村野小学校（1974年 - 2000年閉校）
- 中宮北小学校（1980年 - 2022年閉校）
- 高陵小学校（1968年 - 2022年閉校）

## 交通

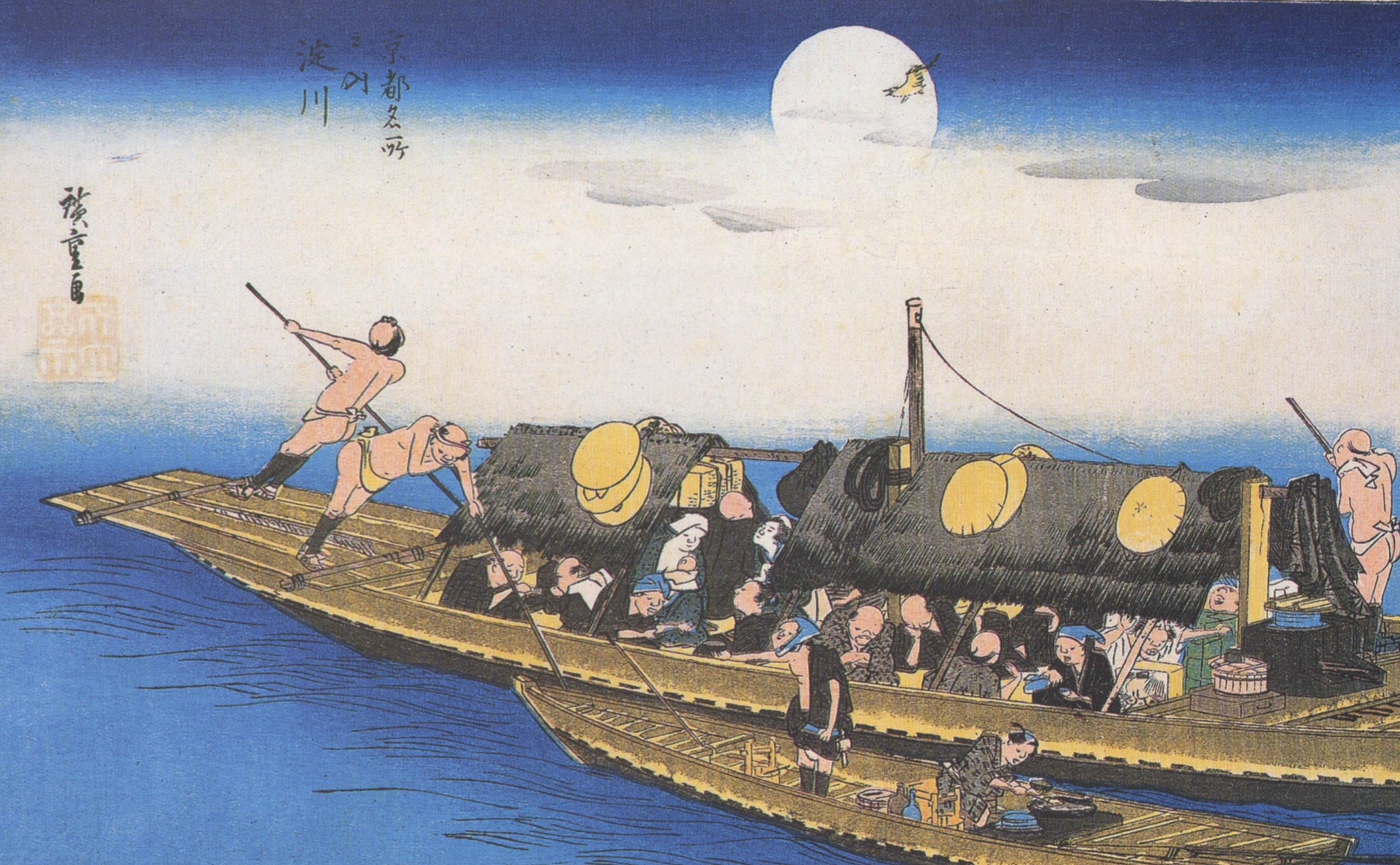
歌川広重「京都名所之内 淀川」

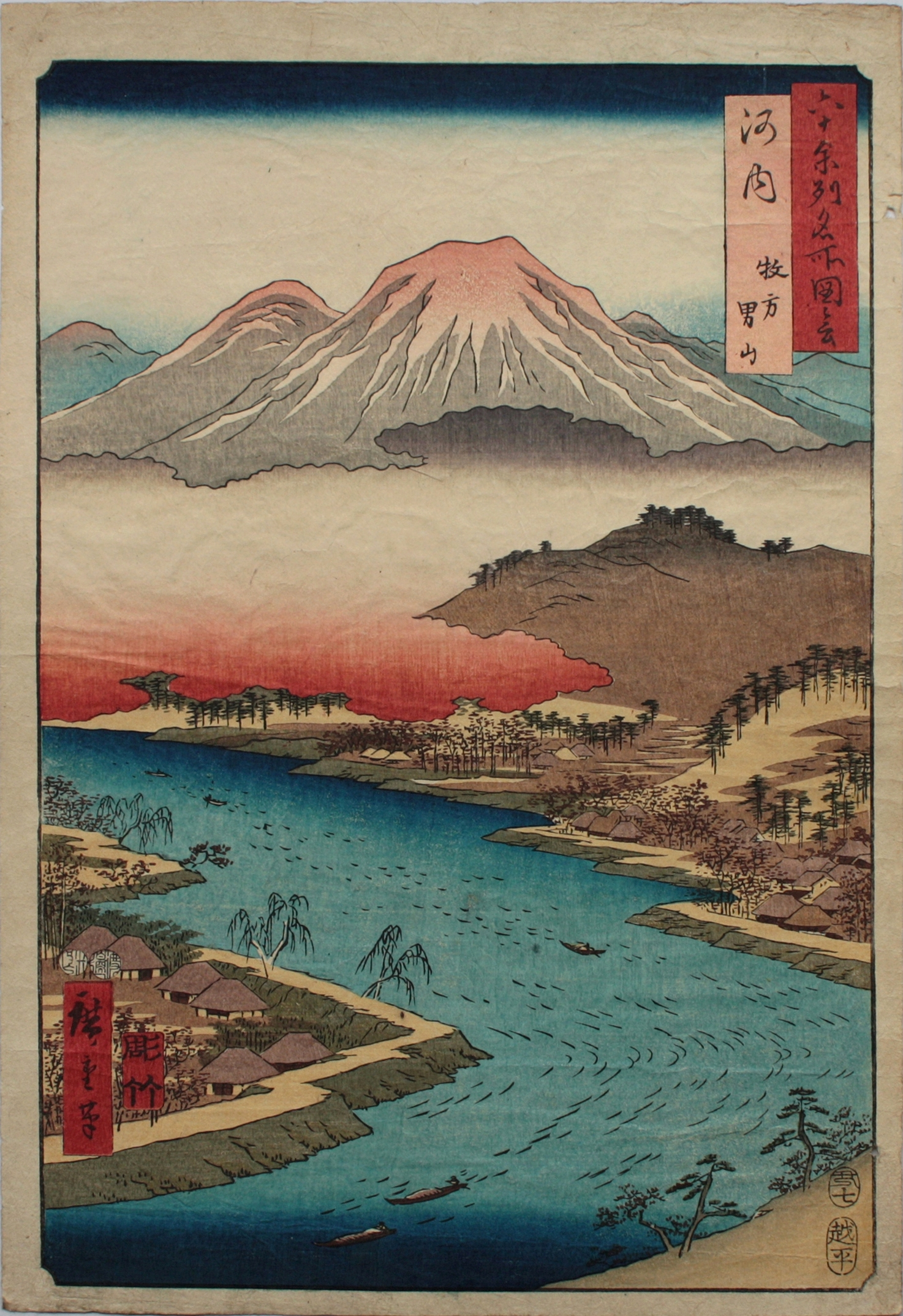
歌川広重「六十余州名所図会 河内 牧方男山」

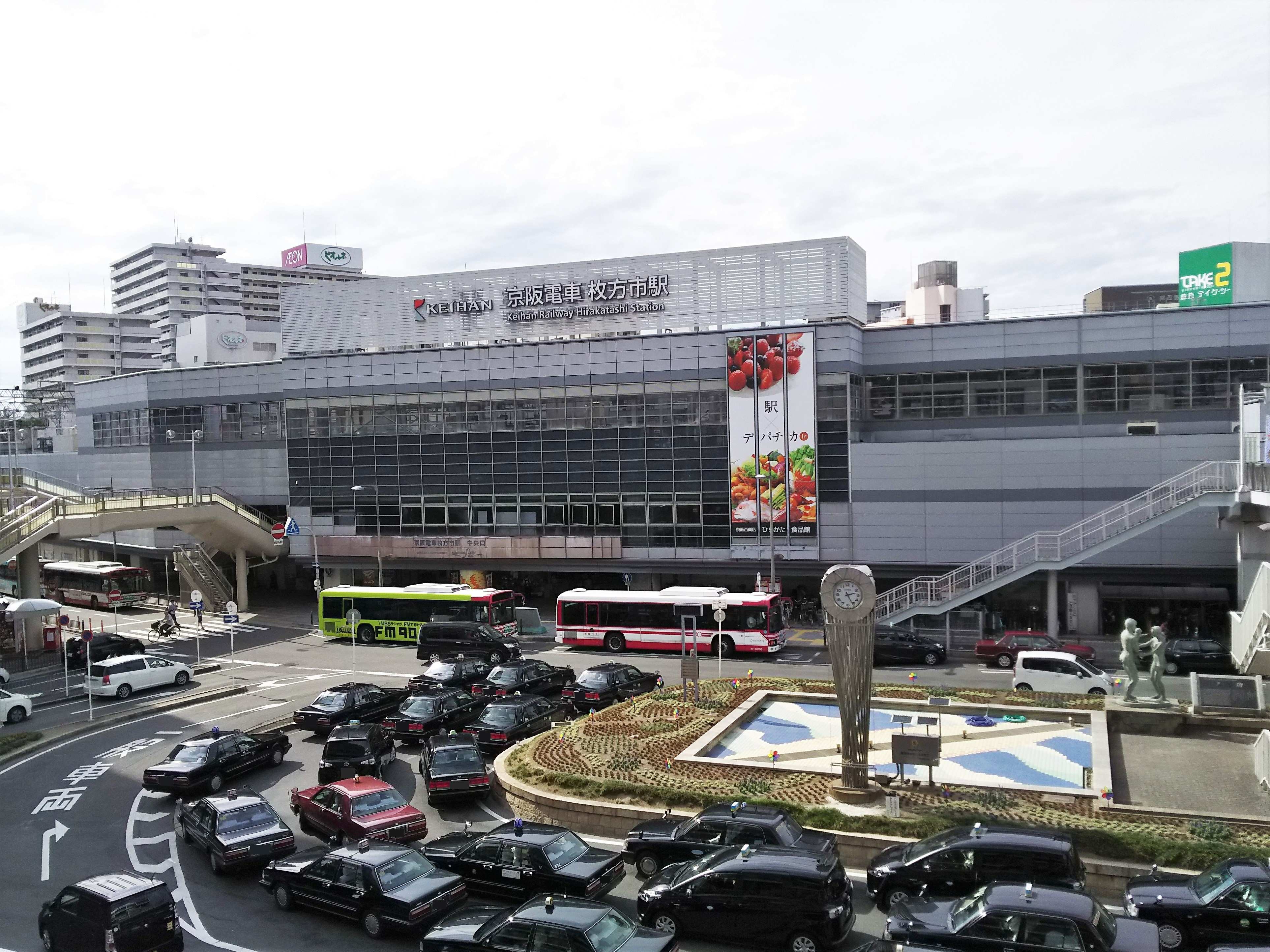
枚方市駅

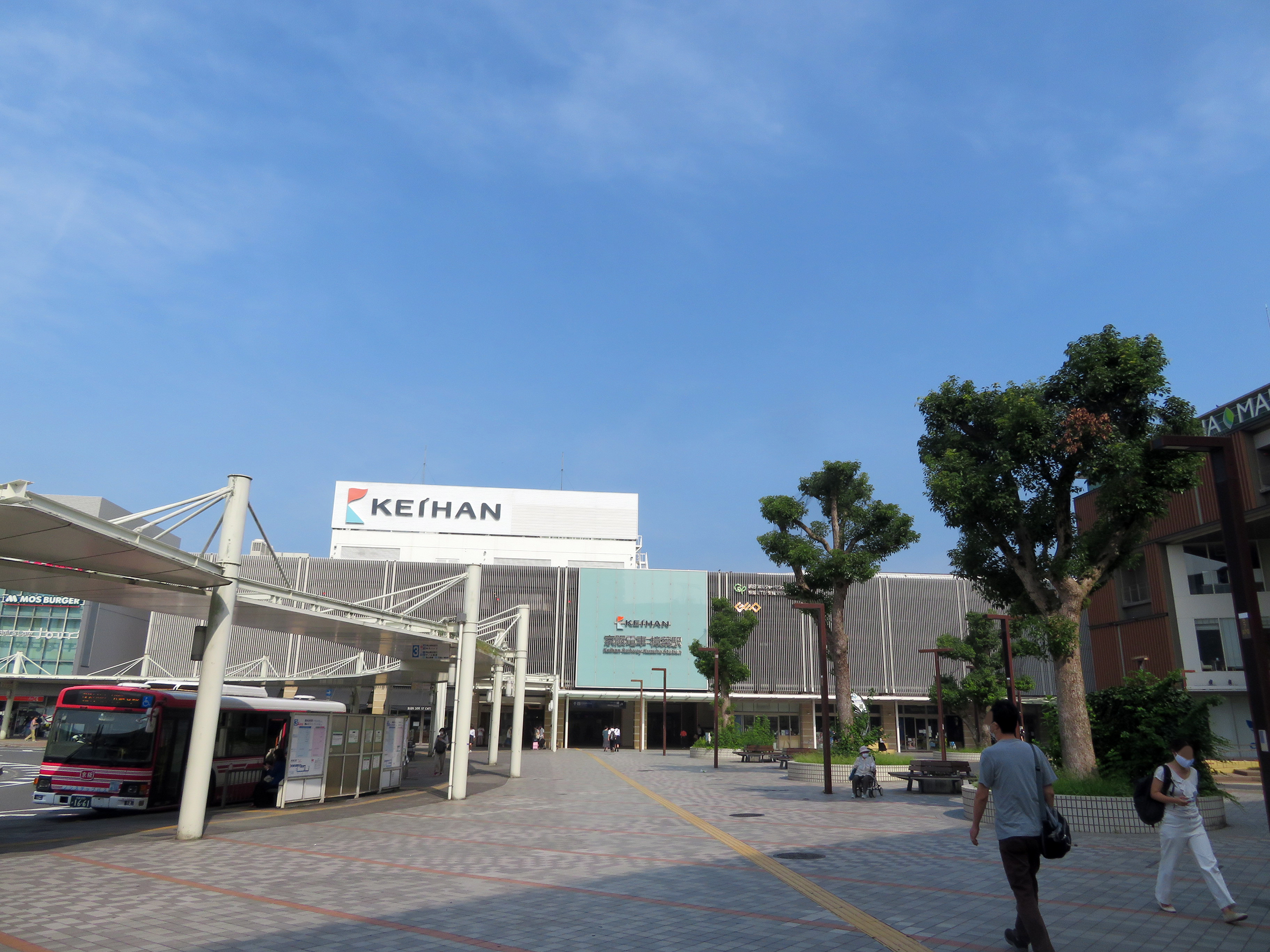
樟葉駅

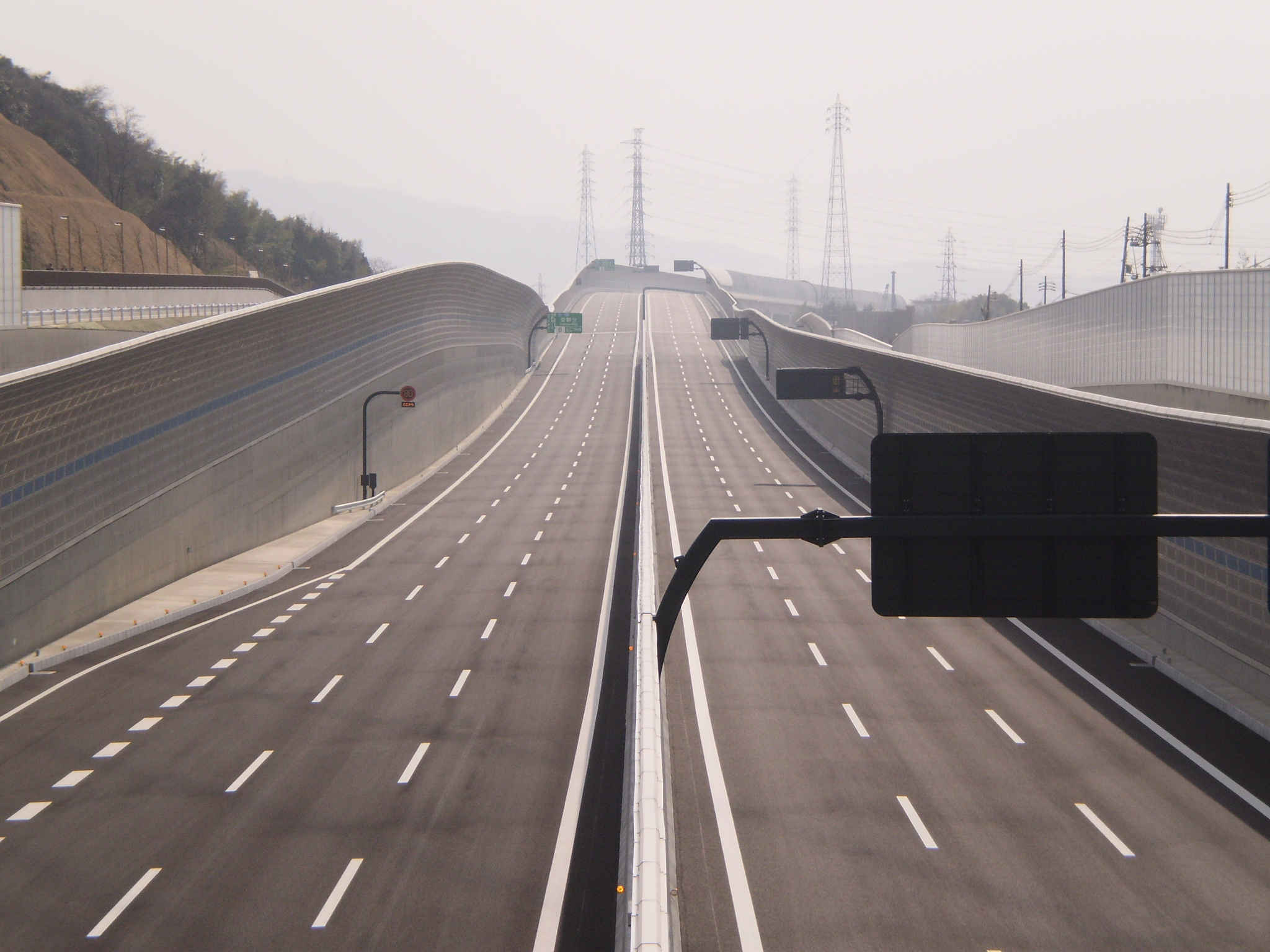
第二京阪道路

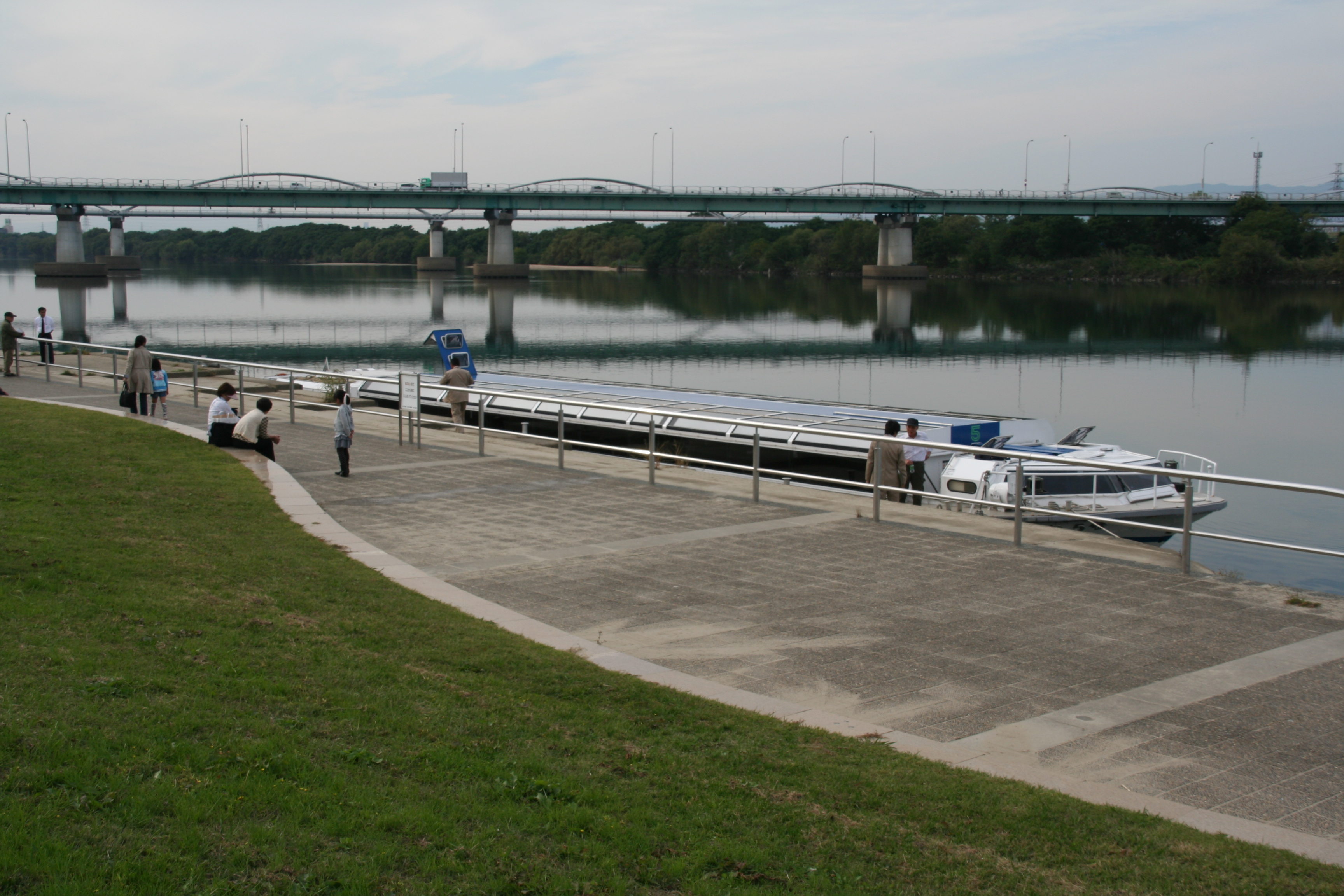
枚方港

古くから大阪-京都の交通を支える要所であり、江戸時代の枚方市域には京街道、東高野街道、山根街道、磐船街道、宇治街道などの街道が通っていた。
1982年から国道168号となった道路は磐船街道と呼ばれ、枚方から交野を経由して奈良県に至る街道であった。古代、交野ヶ原と呼ばれた時代には、王朝貴族が遊猟をする際に使われたという。
東高野街道は、平安時代の官道である南海道を起源とする、中世の京阪間を結ぶ主要な街道であった。京都から高野山への巡礼街道であり、京都から洞ヶ峠を越えて枚方に入り、枚方台地の中央部を縦断した後、生駒山地沿いに南下、河内長野で西高野街道に合流し、高野山に至る。高野山に修行に向かう京の僧侶、参拝に向かう貴族、やがて武士や商人、一般庶民までも高野山に向かって歩いたという。1966年以降、国道1号（洞ヶ峠〜出屋敷）、大阪府道18号枚方交野寝屋川線（出屋敷〜茄子作）、大阪府道20号枚方富田林泉佐野線（茄子作〜中野）に相当する。出屋敷周辺には、かつての面影が残されている。
山根街道は、洞ヶ峠から東高野街道と分岐して津田を経由し、私部に至る街道であり、山麓地区の村々を結ぶ街道として利用された。私部を過ぎ、茄子作の東で東高野街道に合流する。
宇治街道は、枚方・田口・長尾を経て、荒坂山を超えて八幡から宇治に至る街道である。「荒坂嶺道」（あらさかとうげみち）や「長尾道」とも呼ばれる。
1594年に文禄堤が整備され道路としても利用されるようになると、更に江戸時代にはこの道路を用いて京街道が整備された。京街道は東高野街道に代わって京阪間の幹線道路として利用されるようになり、枚方の発展に大きく寄与する事となる。
京街道は1932年に京阪国道として整備され、（旧）国道1号と称されたのち、1966年に枚方バイパス（国道1号）開通後は、大阪府道13号京都守口線となった。
枚方バイパス（国道1号）は洞ヶ峠から市内を縦断しているが、主要な交差点が立体交差となっていない事も影響し渋滞が頻発している。2010年に全通した第二京阪道路などによる渋滞緩和が期待されている。
江戸時代には京街道と共に淀川を利用した水運も盛んに利用されており、淀川を往来する舟運の要衝としても栄えた。
京都の伏見港と大阪の八軒家を結ぶ客船である三十石船を初め大小様々な船が行き交い、枚方浜（三矢浜）、樋之上浜（楠葉浜）、出口浜（松ヶ鼻浜）、渚浜、磯島浜といった船着場が設けられていた。枚方浜は鶴屋という船宿があった事から鶴屋浜とも呼ばれ、公用にも使われる重要な船着場だったという。
行き交う船に近づき餅や酒を売りつけるくらわんか舟が名物になったのもこのころである。その様子は、シーボルト「江戸参府紀行」、十返舎一九「東海道中膝栗毛」、歌川広重（安藤広重）「京都名所之内 淀川」「六十余州名所図会 河内 牧方男山」を初め、多くの紀行文などに記されている。
淀川の対岸との交通は、1930年に（旧）枚方大橋が開通するまでは、渡し舟が唯一の交通機関だった。高浜の渡し（楠葉の渡し）、鵜殿の渡し（下島の渡し）、前島の渡し、磯島の渡し、大塚の渡し（枚方の渡し）、三島江の渡し（出口の渡し）で対岸と結ばれていた。高浜の渡しは古事記にも登場する古い渡し船であり、上流の山崎の渡し（橋本の渡し）と共に、西国街道と京街道を結ぶ重要なものだったという。大塚の渡しが枚方においてもっともよく利用され重要な渡し舟だった。
明治時代には蒸気外輪船が登場し鍵屋浦と鶴屋浜が船着場だったが、鉄道の開通や自動車の発達、道路の整備に伴い、次第に陸上輸送に取って代わられるようになった。
近年、観光や緊急時の輸送手段の確保などのため淀川の舟運を復活させようとする運動が進められている。2000年11月には枚方市の呼びかけにより、大阪府および京都府の淀川沿いにある9市1町が参加する「淀川舟運整備推進協議会」が設立された。2017年9月には京阪天満橋駅付近の八軒家船着場との間に定期運航船が就航し、月に一回程度の頻度で運航されている。
鉄道については、1898年に現在の片町線が、1910年に京阪本線が開業し、それまで主に淀川の舟運によっていた京阪間の客貨輸送に代わることとなった。また、片町線については、市内に所在していた陸軍の施設（香里製造所や禁野火薬庫）への軍需輸送も担っていた。戦後はベッドタウン化による急激な人口の増加により、通勤通学の足として重要な役割を果たした。枚方市駅は京阪本線内で第3位の乗降客数を持っている。京都と大阪のほぼ中間地点という地理的条件や京阪特急停車駅化により、枚方市駅から京阪京橋駅へ特急で最速15分（準急で23分）、京阪丹波橋駅へ特急で最速18分（準急で26分）という大幅な時間短縮となった。
1929年には、信貴生駒電鉄枚方線（後の京阪交野線）が開業した。元々は奈良県の生駒駅まで結ぶ計画であったが、延伸されないまま計画は中止された。

### 鉄道

#### 鉄道路線
西日本旅客鉄道（JR西日本）
- 片町線（学研都市線）：（交野市）- 津田駅 - 藤阪駅 - 長尾駅 -（京田辺市）

京阪電気鉄道（京阪）
- 京阪本線：（寝屋川市）- 光善寺駅 - 枚方公園駅 - 枚方市駅- 御殿山駅 - 牧野駅 - 樟葉駅 -（八幡市）
- 交野線：枚方市駅 - 宮之阪駅 - 星ヶ丘駅 - 村野駅 -（交野市）

なお、寝屋川市の香里園駅も市境近くに位置し、また香里団地からのバスが香里園駅を始終着とする便も多いため、利用されている。
枚方市駅・樟葉駅については特急停車（特急停車駅は、大阪市・京都市と枚方市内のみにある）。枚方公園駅は急行以下の列車が停車する。日中は特急が15分間隔で運行されているほか、快速急行や準急なども運行されている。
中心となる駅：枚方市駅

### バス
京阪バスが市内だけでなく、空港連絡線や長距離線などを運転している。

#### 路線バス
路線バスについては枚方・高槻・交野・男山・京田辺の各営業所が管轄している。
- 京阪バス

#### 高速バス
- 京阪バス
  - 枚方 - 東京（渋谷・新宿）「東京ミッドナイトエクスプレス京都号」
  - 樟葉 - 枚方 - 寝屋川 - 関西国際空港
  - 津田 - 高速京田辺 - 名神高速 - 大阪国際空港

### 道路

#### 高速道路
西日本高速道路（NEXCO西日本）
- E89第二京阪道路（国道1号）：（京田辺市）- 枚方東IC - 枚方学研IC -（交野市）

#### 国道
- 国道1号
- 国道168号
- 国道170号
- 国道307号

国道1号のみ国土交通省大阪国道事務所高槻維持出張所管理。その他は大阪府枚方土木事務所管理委託。

#### 府道
主要地方道
- 大阪府道・京都府道6号枚方亀岡線
- 大阪府道7号枚方大和郡山線
- 大阪府道13号京都守口線
- 大阪府道17号枚方高槻線
- 大阪府道18号枚方交野寝屋川線
- 大阪府道20号枚方富田林泉佐野線
- 大阪府道21号八尾枚方線
- 大阪府道71号枚方山城線

全線、大阪府枚方土木事務所管理
一般府道
- 大阪府道139号枚方茨木線
- 大阪府道144号杉田口禁野線
- 大阪府道148号木屋交野線
- 大阪府道735号長尾八幡線
  - 大阪府道736号交野久御山線
- 大阪府道804号北河内自転車道線

全線、大阪府枚方土木事務所管理

#### 愛称道路
市民からの応募により、1991年10月4日に決定した。
- 鏡伝道
- くずはアベニュー
- とうかえでの道
- 松美ケ丘桜通り
- 日置今池街道
- 出屋敷高野街道
- 王仁公園通り
- 山根の道
- 氷室路
- ほたに小径
- 春日通り
- 御殿山アート坂
- 殿山百済寺道
- 中宮平和ロード
- ふれあい通り
- サンシャインロード
- 万年寺山周道
- グリーンバレー通り
- 淀見通り
- 蹉跎参道
- いちょう通り
- けやき通り

### 航路

#### 河川港
- 枚方港 - 淀川舟運復活の動きとして、観光目的の船着場が淀川河川公園に設置されている。

## 観光

### 文化財

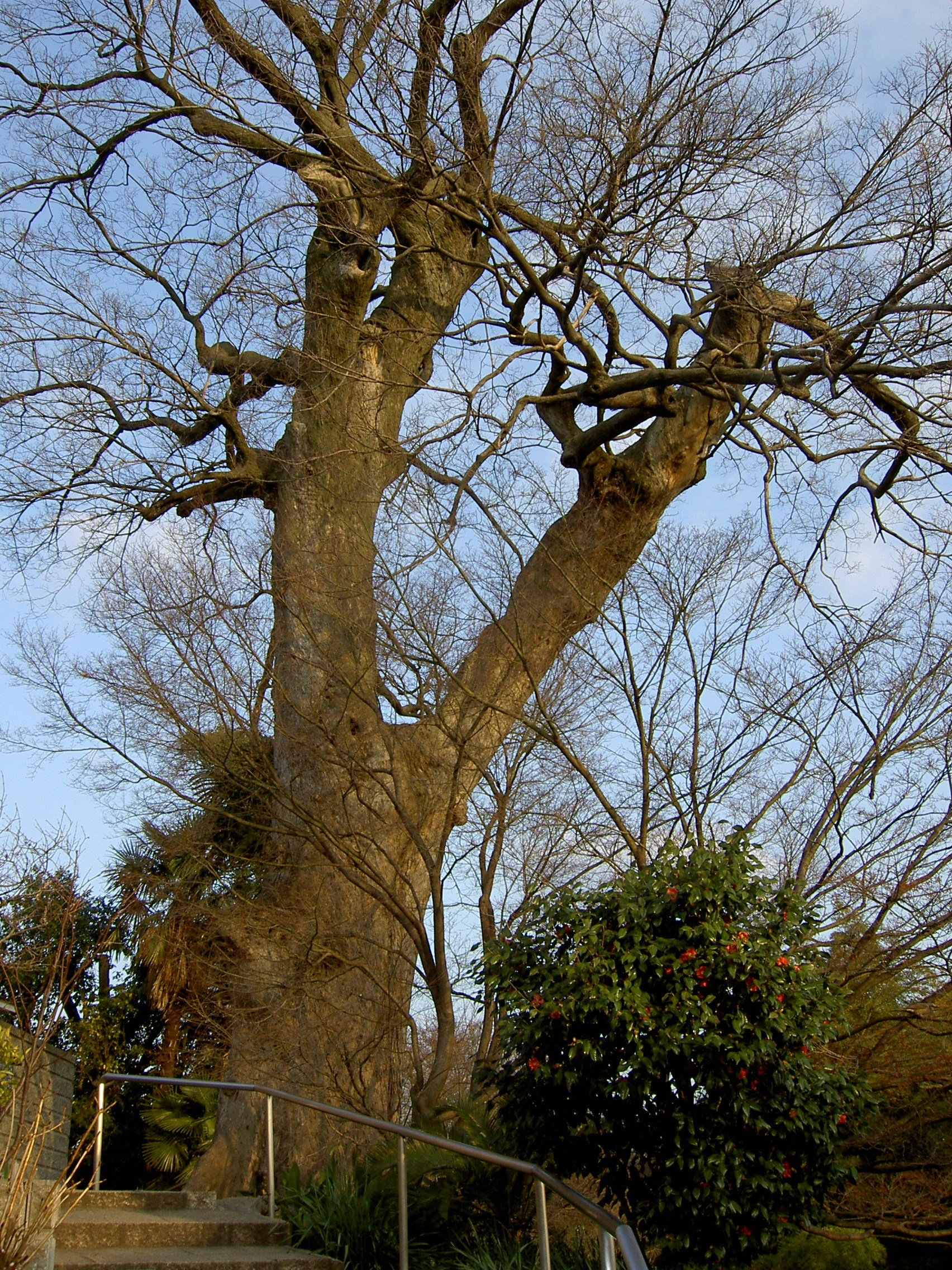
枚方田中邸のむく

#### 重要文化財
- 片埜神社本殿（附:棟札）
- 交野天神社本殿（附:棟札）
- 交野天神社末社八幡神社本殿
- 厳島神社末社春日神社本殿

国の特別史跡
- 百済寺跡

国の史跡
- 牧野車塚古墳 5世紀前半ごろと考えられている前方後円墳。外堤を含めると北河内最大。

禁野車塚古墳
- 楠葉台場跡

大阪府有形文化財
- 安養寺石造露盤
- 正俊寺石造十三重塔
- 片埜神社東門
- 片埜神社南門
- 田中家住宅鋳物工場
- 田中家住宅主屋
- 釈尊寺木造釈迦如来立像
- 片埜神社石造灯篭

大阪府史跡
- 継体天皇樟葉宮跡伝承地
- 伝王仁墓
- （顕彰規則指定）山田山弥生時代遺跡

大阪府天然記念物
- 枚方田中邸のむく
- 光善寺のさいかち

市指定文化財
- 清泰寺木造普賢菩薩座像
- 清泰寺木造文殊菩薩座像
- 廃渚院観音寺鐘楼
- 廃渚院観音寺梵鐘

文徳天皇第一皇子惟喬親王の別荘。平安時代。伊勢物語には交野ヶ原へ狩猟に来た時の話がある。
- 意賀美神社の算額
- 村野村高札場
- 鍵屋主屋
- 浄念寺木造不動明王立像
- 和田寺木造薬師如来立像
- 大聖寺薬師堂内厨子
- 銅造誕生釈迦仏立像
- 三之宮神社の湯釜
- 鍵屋全体
- 久修園院地球儀
- 久修園院天球儀
- 釈尊寺大般若経
- 御殿山神社遷宮絵馬
- 尊延寺木造不動明王立像
- 尊延寺木造四大明王立像
- 尊延寺木造地蔵菩薩立像
- 交野天神社末社貴船神社本殿

### 名所・旧跡
主な神社
- 蹉跎神社

主な寺院
- 白雲寺

主な史跡
- 首塚の碑石（アテルイの墓）

### 観光スポット

#### 枚方八景
枚方八景とは市制35周年を記念し、市民投票により1984年10月1日に制定された。
- 淀川の四季
- 樟葉宮跡の杜（交野天神社）
- 牧野の桜（牧野公園、片埜神社）
- 山田池の月（山田池公園）
- 国見山の展望
- 百済寺跡の松風（百済王神社）
- 万年寺山の緑陰（意賀美神社）
- 香里団地のいちょう並木

#### 文化施設
- 天門美術館

#### 娯楽施設
遊園地
- ひらかたパーク

## 文化・名物

### 祭事・催事
- 七夕伎芸展
- 香陽七夕けんぎゅうまつり
- 駅サイティング祭り
- 天の川七夕ゆめのほしフェスタ
- 交野天神社七夕祭り
- ひらコン
- 京阪 天の川ウォークバル
- 宮之阪商店街七夕まつり
- 天の川七夕フェスタ

### 七夕伝説
1979年の機物神社での七夕まつりの再開以降、平安時代のころ、「交野ヶ原」（かたのがはら）と呼ばれていた枚方市から隣接する交野市にかけての一帯で、「七夕伝説ゆかりのまち」として、まちおこし活動が活発に行われてきた。
現存する文献では、伊勢物語第82段で詠在原業平が詠んだとされる「狩り暮らしたなばたつめに宿からむ天の河原に我は来にけり」の和歌が、七夕伝説と交野ヶ原を結びつける最古のものとされている。

## 出身関連著名人

### 名誉市民
- 森繁久彌（俳優、2009年11月没、同年12月に国民栄誉賞）

### 出身著名人
芸能・文化人
- 相ヶ瀬龍史（俳優）
- 赤池龍（社会活動家）
- 秋吉英美（タレント・ラジオパーソナリティ）
- アヤコノ（ベーシスト）
- 井下好井（芸人）
- 稲垣龍太郎（元仙台放送アナウンサー、報道部記者）
- 岡﨑彪太郎（Lil かんさい・関西ジャニーズJr.）
- 小笠原茉由（元アイドル：元NMB48・AKB48）
- 岡田准一（俳優：元V6）
- 尾形春水（歌手）
- 岡野武志（弁護士、YouTuber、アトム法律事務所代表）
- 岡本優・岡本修（画家、タレント）
- 玉本奈々（現代美術作家、著者）
- おねだり豊（芸人）
- 賀来千香子（女優）
- 片渕須直（アニメーション映画監督）
- 桂南天（落語家）
- カラスヤサトシ
- 川崎麻世（タレント）
- 木﨑太郎（祇園 (お笑いコンビ)）
- 橘高文彦（ギタリスト・筋肉少女帯）
- 君島遼（ものまねタレント）
- 栗山朋子（フリーアナウンサー、元三重テレビアナウンサー）
- 五嶋みどり（バイオリニスト）
- 嶋﨑斗亜（Lil かんさい・関西ジャニーズJr.）
- 島田洋一（国際政治学者）
- 清水あいり（グラビアアイドル）
- 笑福亭福笑（落語家）
- 笑福亭岐代松（落語家）
- 杉浦みずき (フリーアナウンサー)
- 杉永蘭（ファッションモデル）
- 洲崎貴郁（ラニーノーズ）
- 瀬口忍（漫画家）
- 高田純吉（イノシカチョウ）
- 竹村延和（作曲家）
- 多田健二・善し（COWCOW）
- 辰巳真理恵（ソプラノ歌手）
- 田中圭一（漫画家）
- 田中魁秀（将棋棋士）
- 谷内伸也（Lead）
- 田丸浩史（漫画家）
- 田村保乃（櫻坂46）
- 坪倉唯子（歌手）
- デッカチャン（芸人）
- 内藤剛志（俳優）
- なきぼくろ（漫画家）
- 中西正男（芸能リポーター）
- 中村仁美（フリーアナウンサー）
- なすなかにし（漫才師）
- 難波秀哉（元関西テレビプロデューサー）
- 縄田かのん（女優）
- 西上いつき（元名古屋鉄道社員、銚子電気鉄道取締役）
- 仁村紗和（女優）
- ハイヒールリンゴ（漫才師）
- 畑中ふう（ナレーター）
- 橋本さとし（声優）
- 橋本梨菜（グラビアアイドル）
- 早川聖来（元乃木坂46）
- 平井善之（アメリカザリガニ）
- 風藤康二（風藤松原）
- 藤田慧（俳優）
- 古川いおり（AV女優）
- 別井敬之（NHKアナウンサー）
- 堀川りょう (声優)
- 松井尚斗（YouTuber、作家、あめんぼぷらす）
- 牧野田彩（AV女優）
- 松浦雅也（ミュージシャン・PSY・S）
- 真戸原直人・阿佐亮介・中原一真（アンダーグラフ）
- ミスターちん（タレント・B21スペシャル）
- 三代澤康司（フリーアナウンサー、元朝日放送アナウンサー）
- もず唱平（作詞家）
- 森公平（新選組リアン）
- 森脇健児（タレント）
- 八木麻紗子（テレビ朝日アナウンサー）
- 羽谷勝太（YouTuber、俳優、あめんぼぷらす）
- 柳原哲也（アメリカザリガニ）
- 山像かおり（声優）
- Janne Da Arc（you（Gt）とshuji（Dr）は神戸市生まれ）
- Dear Loving
- Shinya（ドラマー・Dir en grey）
- Swish! (バンド)
- 松岡絵梨子（広島テレビアナウンサー）
- ムラタコウジ（漫画家、元お笑い芸人）
- きょうた（おせつときょうた。お笑い芸人。かつてはムラタコウジともコンビを組んでいた）
- 上田宏（元「ブレイン・ウォッシュ・バンド」メンバー、ミュージシャン、ギタリスト）

スポーツ関連人物
- 厚ヶ瀬美姫（プロ野球選手） ※現：厚ヶ瀬壱哉
- 新井場徹（プロサッカー選手）
- 安藤麻里（プロボクサー）
- 石田隆司（元プロ野球選手）
- 伊藤雄二（元中央競馬調教師）
- 稲森克尚（プロサッカー選手）
- 岡優里佳（女子プロレスラー）
- 奥井章仁（ラグビー選手）
- 河合秀人（プロサッカー選手）
- 岸岡智樹（ラグビー選手）
- 記虎敏和（ラグビー指導者）
- 九鬼隆平（プロ野球選手）
- 日下部光（プロ野球独立リーグ選手・監督）
- 国吉佑樹（プロ野球選手）
- 栗原三佳（バスケットボール選手）
- 山足達也（プロ野球選手）
- 小﨑まり（陸上競技・中距離走・長距離走・マラソン選手）
- 酒居知史（プロ野球選手）
- 芝力人（プロボクサー）
- 仙頭啓矢（プロサッカー選手）
- 高橋成忠（元中央競馬調教師）
- 武田洋平（プロサッカー選手）
- 田中隼人（元キックボクサー、バイシード代表取締役）
- 田中祐樹（プロレスラー）
- 辻野泰之（中央競馬調教師）
- 中谷翼（元プロ野球選手）
- 西田陸浮（プロ野球選手）
- 林日向子（バレーボール選手）
- 原田和真（中央競馬騎手）
- ヒカル・ナカムラ (チェスプレイヤー)
- 火野裕士（プロレスラー）
- 姫野優也（プロ野球選手）
- 武田洋平（プロサッカー選手）
- 廣長優志（プロサッカー選手）
- 本並健治（サッカー選手）
- 武藤幸司（元プロ野球選手）
- 森坂嵐（アマチュアボクサー）
- 矢田良太（プロボクサー）
- 吉永幸一郎（元プロ野球選手）
- 勇磨猛（力士）
- 脇坂浩二（元プロ野球選手）

その他
- 池田達雄（総務官僚、第46代消防庁長官）[161]
- 白井亨（小金井市長）
- 田村貴昭（日本共産党衆議院議員・比例九州沖縄ブロック）
- 露木康浩（警察官僚、第30代警察庁長官）
- 増田宗昭（TSUTAYA創業者）

### ゆかりのある人物
- 浅田彰（思想家。楠葉地区在住歴あり（『構造と力』初版本著者紹介欄による））
- 伊藤たかみ（小説家。5歳から11歳まで在住）
- 上原浩治（プロ野球選手。高校は市内の東海大仰星高校。浪人時代は同じく市内のKEC近畿予備校に通っていた）
- 岡本茉利（声優。幼少期に枚方に転居し、同地で中学卒業ごろまで生活をしていた）
- ダニエル・カール（山形弁研究家。市内の関西外国語大学に4ヶ月間の留学経験がある）
- 亀山努（元プロ野球選手。1999年に枚方リトルを世界一チームにした功績あり。市内在住中）
- 木村政雄（元吉本興業社員）
- キンタロー。（お笑い芸人。関西外国語大学短期大学部卒業）
- 倉木麻衣（歌手。高校・大学ともに京都市内に通っていたが枚方市に在住し通学していた）
- ジェロ（歌手。市内の関西外国語大学に3ヶ月間の留学経験がある）
- 辛坊治郎（ニュースキャスター。樟葉在住）
- 瀬藤光利（生命科学者。楠葉地区在住歴あり）
- 高田久成（実業家、馬主。大阪市内の企業、中外炉工業の取締役）
- 辰巳琢郎（俳優。地元在住の女性と結婚後、1男1女を出産し、育児期の約10年間、市内に在住していた）
- 田中和将（ロックバンド、GRAPEVINEのボーカル、ギター。バンドを結成する以前の少年時代は枚方に住んでおり、楠葉西中学校出身でもある）
- 中西悠子（競泳選手）枚方スイミングスクールコーチ・アテネオリンピック競泳女子200mバタフライ銅メダル
- 藤田まこと（俳優。光善寺地区にごくわずかの期間在住していた）
- 細川益男（実業家、馬主。市内の企業、ホソカワミクロンの代表）
- ますだおかだ（お笑い芸人。市内の関西外国語大学短期大学部在学中に知り合う）
- 西代洋（ミサイルマン。枚方スイミングスクール在籍歴があり、中西悠子と練習をしていたこともあった。）
- 山路秀則（実業家、馬主。市内の企業、ヤマジの代表）
- リー5世（お笑い芸人。氷室に在住）